# Liste des chevaliers de l'ordre du Saint-Esprit
Pour un article plus général, voir Ordre du Saint-Esprit.
|                                                              |  |                                                   |
| Collier des commandeurs (prélats) de l'ordre du Saint-Esprit |  | Collier des chevaliers de l'ordre du Saint-Esprit |

Cet article présente la liste chronologique des chevaliers et des commandeurs de l’ordre du Saint-Esprit, institué par Henri III (1578), supprimé sous la Révolution (1791), rétabli sous la Restauration (1814), définitivement aboli en droit par la monarchie de Juillet (1830).

## Familles
Certaines familles comptèrent un très grand nombre de chevaliers :
| Nombre | Famille                  |
| ------ | ------------------------ |
| 40     | Bourbon                  |
| 33     | Orléans                  |
| 24     | Lorraine                 |
| 19     | Montmorency              |
| 18     | La Rochefoucauld         |
| 13     | Béthune, Durfort, Albert |
| 12     | Lévis, Noailles          |
| 11     | Estrées                  |
| 10     | Choiseul, Harcourt       |

## Sous Henri III

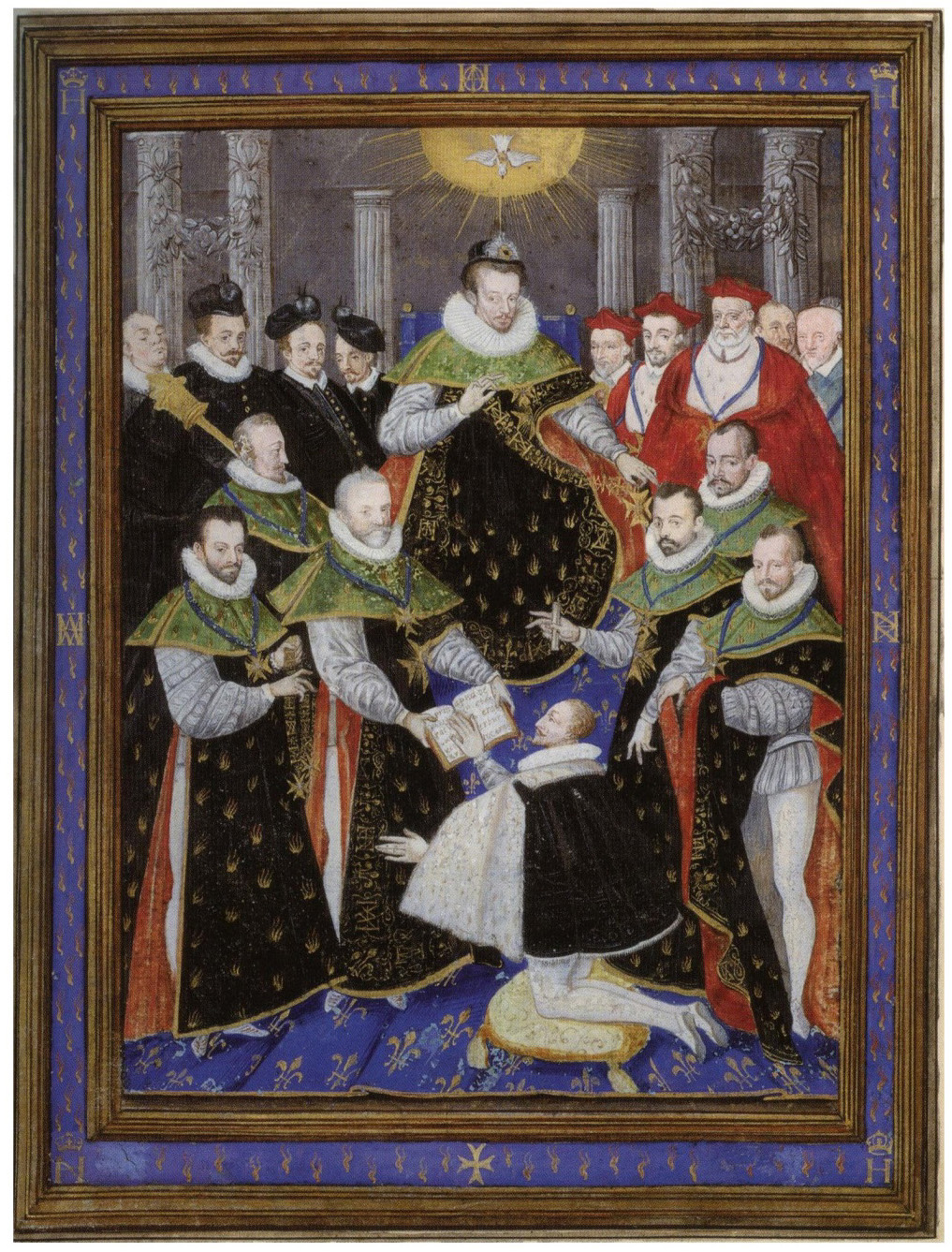
Henri III présidant la première cérémonie de l'ordre du Saint Esprit le 31 décembre 1578 : réception de Ludovic de Gonzague, duc de Nevers, Guillaume Richardière, Ms. 408, Bibliothèque et archives du château de Chantilly,

Henri III fut l'instituteur de l'ordre, premier chef souverain de l'ordre.

### Première promotion (21 décembre 1578)
- Prélats reçus le 31 décembre 1578, en l'église des Grands-Augustins, à Paris :
  - Charles de Bourbon, IIe du nom, prince du sang, cardinal archevêque de Rouen, légat d'Avignon puis évêque-comte de Beauvais et pair de France.
  - Louis de Lorraine, cardinal de Guise, archevêque de Reims.
  - René de Birague, cardinal, évêque de Lavaur, chancelier de France.
  - Philippe de Lenoncourt, cardinal, évêque d'Auxerre et de Châlons
  - Pierre de Gondi, cardinal, évêque de Paris.
  - Charles d'Escars, évêque et duc de Langres.
  - René de Daillon du Lude, abbé des Châteliers, depuis évêque de Bayeux.
  - Jacques Amyot, évêque d'Auxerre et grand aumônier de France.
- Chevaliers reçus le même jour :
  - Louis IV Gonzague de Nevers, prince de Mantoue, duc de Nevers, pair de France.
  - Philippe-Emmanuel de Lorraine, duc de Mercœur, pair de France.
  - Jacques II de Crussol, duc d'Uzès, pair de France.
  - Charles de Lorraine, duc d'Aumale, pair de France.
  - Honorat de Savoie, marquis de Villars, maréchal et amiral de France.
  - Arthus de Cossé, maréchal et Grand panetier de France.
  - François Gouffier, seigneur de Crèvecœur et de Bonnivet.
  - François, comte d'Escars.
  - Charles de Hallwin, seigneur de Piennes, marquis de Meignelais, depuis duc de Hallvin et pair de France.
  - Charles de La Rochefoucauld, seigneur de Barbézieux.
  - Jean d'Escars, prince de Carency.
  - Christophe Juvénal des Ursins, marquis de Trainel.
  - François Le Roy de la Baussonnière, comte de Clinchamp, lieutenant des pays d'Anjou, de Touraine et du Maine.
  - Scipion de Fiesque, comte de Lavagne, chevalier d'honneur de la reine Catherine de Médicis.
  - Antoine, sire de Pons, comte de Marennes, capitaine des Cent gentilshommes de la maison du Roi.
  - Jacques, sire de Humières et de Monchy, marquis d'Ancre, gouverneur de Péronne.
  - Jean VI d'Aumont, comte de Châteauroux, maréchal de France.
  - Jean de Chourses, seigneur de Malicorne, gouverneur de Poitou.
  - Albert de Gondi, comte, puis duc de Retz, maréchal de France et général des Galères.
  - René de Villequier, gouverneur de Paris et de l'Île-de-France.
  - Jean Blosset, baron de Torcy, gouverneur de Paris et de l'Île-de-France.
  - Claude de Villequier, vicomte de la Guerche.
  - Antoine d'Estrées, marquis de Cœuvres, grand-maître de l'artillerie de France.
  - Charles-Robert de La Marck, comte de Braine et de Maulévrier, capitaine des Cent Suisses de la garde.
  - François de Balzac, seigneur d'Entragues, gouverneur d'Orléans.
  - Philibert de la Guiche, seigneur de Chaumont, Grand-maître de l'artillerie de France.
  - Philippe Strozzi, colonel-général de l'infanterie française.

### Seconde promotion (21 décembre 1579)
- Chevaliers reçus le 31 décembre 1579, en l'église des Grands-Augustins de Paris.
  - François de Bourbon, prince de Conti.
  - François de Bourbon, prince dauphin d'Auvergne, duc de Saint-Fargeau, puis de Montpensier, pair de France.
  - Henri de Lorraine, premier du nom, duc de Guise, Grand-maître de France.
  - Louis de Saint-Gelais, dit de Lusignan, chevalier d'honneur de la reine Catherine de Médicis.
  - Jean d'Ébrard, baron de Saint-Sulpice, conseiller d'État.
  - Jacques II de Goyon, seigneur de Matignon, comte de Torigny, maréchal de France.
  - Bertrand de Salignac de La Mothe-Fénelon, conseiller d'état, ambassadeur de France en Angleterre entre 1568 et 1575.

### Troisième promotion (21 décembre 1580)
- Chevaliers reçus le 31 décembre 1580, en l'église de Saint-Sauveur de Blois.
  - François de Luxembourg, duc de Piney-Luxembourg, prince de Tingry, pair de France, ambassadeur à Rome.
  - Charles de Birague, conseiller d'État.
  - Jean de Léaumont, seigneur de Puygaillard, grand-maréchal des camps et armées du Roi.
  - René de Rochechouart, baron de Mortemar et seigneur de Lussac.
  - Henri de Lénoncourt, conseiller du Roi en son Conseil privé, maréchal de camp.
  - Nicolas d'Angennes, seigneur de Rambouillet, vidame du Mans, capitaine des gardes du corps du roi Charles IX, ambassadeur en Allemagne et à Rome.

### Quatrième promotion (21 décembre 1581)
- Chevaliers reçus le 31 décembre 1581, en l'église des Grands-Augustins de Paris.
  - Charles de Lorraine, premier du nom, duc d'Elbeuf, grand-écuyer et grand-veneur et pair de France.
  - Armand de Gontaut-Biron, maréchal de France.
  - Guy de Daillon, comte du Lude, gouverneur de Poitou et sénéchal de Rouergue.
  - François de La Baume, comte de Suze, gouverneur de Provence.
  - Antoine de Levis, comte de Quélus, gouverneur du Rouergue.
  - Jean de Thévalle, seigneur d'Aviré et de Bouillé, gouverneur de Metz.
  - Louis d'Angennes, baron de Meslay, seigneur de Maintenon, grand-maréchal des logis de la maison du Roi.

### Cinquième promotion (21 décembre 1582)
- Chevaliers reçus le 31 décembre 1582, en l'église des Grands-Augustins de Paris :
  - Charles de Lorraine, duc de Mayenne, amiral et Grand-chambellan de France.
  - Anne, duc de Joyeuse, pair et amiral de France.
  - Jean Louis de Nogaret de la Valette, duc d'Epernon, colonel-général de l'infanterie française.
  - Tannegui Le Veneur, comte de Tillières, lieutenant général en Normandie.
  - Jean de Mouy, seigneur de la Meilleraye, vice-amiral de France, lieutenant général en Normandie.
  - Philippe de Volvire, marquis de Ruffec, gouverneur d'Angoumois.
  - François de Mandelot, vicomte de Châlons, gouverneur du Lyonnais.
  - Tristan de Rostaing, baron de la Guerche, Grand-maître des eaux et forêts de France.
  - Jean-Jacques de Susanne, comte de Cerny.

### Sixième promotion (21 décembre 1583)
- Prélat reçu le 31 décembre 1583, en l'église des Grands-Augustins de Paris :
  - Charles de Lorraine, cardinal de Vaudemont, évêque et comte de Toul.
- Chevaliers reçus le même jour :
  - Honorat de Bueil, seigneur de Fontaines, vice-amiral de France, lieutenant général en Bretagne.
  - René de Rochefort, baron de Frôlois, gouverneur du Blésois.
  - Jean de Vivonne, marquis de Pisany, sénéchal de Saintonge.
  - Louis Chasteigner, seigneur de la Rocheposay, gouverneur de la Marche.
  - Bernard de Nogaret, seigneur de la Valette, depuis amiral de France.
  - Henri de Joyeuse, comte du Bouchage, depuis duc de Joyeuse, pair et maréchal de France.
  - Nicolas de Grimonville, seigneur de Larchant, capitaine des Cent archers de la garde du Roi.
  - Louis d'Amboise, comte d'Aubijoux.
  - François de La Valette, seigneur de Cornusson, gouverneur et sénéchal de Toulouse.
  - François de Cazillac, baron de Cessac.
  - Joachim, seigneur de Dinteville, lieutenant général au gouvernement de Champagne.
  - Joachim de Châteauvieux, comte de Confolant, chevalier d'honneur de la reine Marie de Médicis.
  - Charles de Balzac, seigneur de Clermont d'Entragues.
  - Charles du Plessis, seigneur de Liancourt, depuis marquis de Guercheville et comte de Beaumont-sur-Oise, gouverneur de Paris.
  - François de Chabanes, marquis de Curton, lieutenant général en Auvergne.
  - Robert de Combault, premier maître d'hôtel du roi.
  - François, seigneur de Sénectaire ou Saint-Nectaire et de la Ferté-Nabert.

### Septième promotion (21 décembre 1584)
- Chevaliers reçus le 31 décembre 1584, en l'église des Grands-Augustins de Paris :
  - Jean de Saint-Larry, baron de Termes, maréchal de camp et gouverneur de Metz.
  - Jean de Vienne, baron de Ruffey, gouverneur de Bourbonnais.
  - Louis de Castellanne, dit Adhémar de Monteil, comte de Grignan, lieutenant général en Provence.

### Huitième promotion (21 décembre 1585)
- Chevaliers reçus le 31 décembre 1585, en l'église des Grands-Augustins de Paris :
  - Charles de Bourbon, comte de Soissons pair et grand-maître de France.
  - Jean, seigneur de Vassé, baron de la Roche-Mabille.
  - Adrien Tiercelin, seigneur de Brosse et de Sarcus, depuis lieutenant général en Champagne.
  - François Chabot, marquis de Mirebeau, comte de Charny.
  - Gilles de Souvré, marquis de Courtenvaux, maréchal de France.
  - François d'O, seigneur de Fresnes, premier gentilhomme de la chambre du Roi, surintendant des finances, gouverneur de Paris et de l'Isle de France.
  - Claude de La Châtre, baron de la Maisonfort, depuis maréchal de France.
  - Giraud de Mauléon, seigneur de Gourdan, gouverneur de Calais.
  - Jacques de Loubens, seigneur de Verdalle.
  - Louis de Berton, seigneur de Crillon, dit le Brave, mestre de camp du régiment des Gardes.
  - Jean d'Angennes, seigneur de Poigny, ambassadeur en Savoye et à Vienne.
  - François de La Jugie du Puy-du-Val, seigneur et baron de Rieux, gouverneur de Narbonne.
  - François Louis d'Agoût de Montauban, comte de Sault.
  - Guillaume de Saulx, vicomte de Tavannes, lieutenant général en Bourgogne.
  - Meri de Barbezières, seigneur de la Roche-Chémeraut, grand-maréchal des logis de la maison du Roi.
  - François du Plessis, seigneur de Richelieu, Grand-prévôt de France.
  - Gabriel Nompar de Caumont, comte de Lauzun.
  - Hector de Pardaillan, seigneur de Montespan et de Gondrin.
  - Louis de Champagne, comte de la Suze au Maine.
  - René de Bouillé, comte de Crancé, gouverneur de Périgueux.
  - Louis Du Bois, seigneur des Arpentis, gouverneur de Touraine.
  - Jean d'O, seigneur de Manou, capitaine des Cent archers de la garde du corps du Roi.
  - Henri de Silly, comte de La Rocheguyon, damoiseau de Commercy.
  - Antoine de Bauffremont, dit de Vienne, marquis d'Arc en Barrois.
  - Jean du Chastelet, seigneur de Thon, gouverneur de Langres.
  - François d'Escoubleau, seigneur de Sourdis, depuis marquis d'Alluye, premier écuyer de la grande écurie.
  - Charles d'Ongnies, comte de Chaulnes.
  - David Bouchard, vicomte d'Aubeterre, gouverneur de Périgord.

### Neuvième promotion (21 décembre 1586)
- Chevaliers reçus le 31 décembre 1586, en l'église des Grands-Augustins de Paris.
  - Georges, baron de Villequier, vicomte de la Guierche.
  - Jacques de Mouy, seigneur de Pierrecourt, conseiller d'État.
  - Charles de Vivonne, seigneur de la Chasteigneraye, sénéchal de Saintonge.
  - Jacques le Veneur, comte de Tillières, lieutenant général de la Haute-Normandie.

### Dixième promotion (21 décembre 1587)
- Prélat reçu le 31 décembre 1587 :
  - François de Foix-Candale, évêque d'Aire.

### Sous le règne d'Henri III, chevaliers et commandeurs nommés sans avoir été reçus
Plusieurs personnages éminents ont été nommés chevaliers ou commandeurs de l'ordre du S. Esprit sous le règne de Henri III, sans avoir été reçus, et par conséquent ils ne peuvent être comptés comme membres de l'ordre. Cependant, comme les preuves de leurs nominations existent soit dans les archives même de l'ordre, soit dans les généalogies des grands officiers de la couronne, il nous a paru nécessaire de rappeler leurs noms.

#### Année 1578
- Prélat :
  - Louis, cardinal d'Este, nommé commandeur le 31 décembre.
- Chevaliers : 
  - François de France, duc d'Alençon.
  - Louis III de Bourbon, duc de Montpensier.
  - Jacques de Savoie duc de Nemours.
  - François de Montmorency, duc de Montmorency, pair de France, maréchal de France et Grand maître de France.
  - Léonor Chabot, Grand écuyer de France.
  - Guillaume II, vicomte de Joyeuse, lieutenant général au gouvernement de Languedoc, maréchal de France.
  - Laurent de Maugiron, lieutenant général du Dauphiné.
  - René de Tournemine, baron de La Hunaudaye.
  - Gaspard de Montmorin, seigneur de Saint-Hérem.
  - Jean de Losse, gouverneur de Verdun.
  - Claude Motier de la Fayette, seigneur de Hautefeuille.
  - Gilbert III de Lévis, comte de Ventadour, gouverneur du Limousin et ensuite du Lyonnais, pair de France.
  - Sébastien du Ligondès, seigneur de Ligondès et de Chateaubodeau.

#### Année 1580
- Chevaliers : 
  - Charles de Vendôme de Rubempré, gouverneur de Rue.
  - Jean V de Pontevès, baron de Cotignac, grand sénéchal et amiral de Provence.
  - Jean II de Rieux, marquis d'Asserac.

#### Année 1582
- Chevaliers: 
  - Charles de Belleville, comte de Cosnac, lieutenant général en Saintonge.

#### Année 1584
- Chevaliers: 
  - Jean Louis de La Rochefoucauld, comte de Randan.
  - Charles de Mouy, seigneur de la Meilleraye, vice-amiral de France.

#### Année 1585
- Chevaliers:
  - Michel de Castelnau, seigneur de Mauvissère, ambassadeur en Angleterre, gouverneur de Saint-Dizier.
  - Hector Renaud de Durfort, comte Launac.
  - François de Brailly, seigneur de Mainvilliers.

#### Année 1587
- Chevalier: 
  - Christophe, baron de Bassompierre.

#### Année 1588
- Commandeur : 
  - François de Joyeuse, archevêque de Narbonne, cardinal.
- Chevaliers : 
  - Philippe d'Angennes, seigneur de Fargis, gouverneur du Maine.
  - René du Bellay, prince d'Yvetot.
  - Artus de Maillé, seigneur de Brézé, gouverneur de l'Anjou.

## Sous Henri IV
Henri IV, deuxième chef souverain de l'ordre, ne reçut le collier que lors de son sacre, le 28 février 1594, et commit, pendant cet intervalle, le plus ancien chevalier pour présider à sa place (ce fut le maréchal de Biron, le père, qui présida en l'absence du roi).

### Première promotion (31 décembre 1592)
- Prélat reçu en l'église de Mantes :
  - Renaud de Beaune, archevêque de Bourges, puis de Sens, Grand aumônier de France.
- Chevalier :
  - Charles de Gontaut, baron de Biron, maréchal général des camps et armées du Roi, depuis duc de Biron, pair et maréchal de France.

### Seconde promotion (7 décembre 1595)

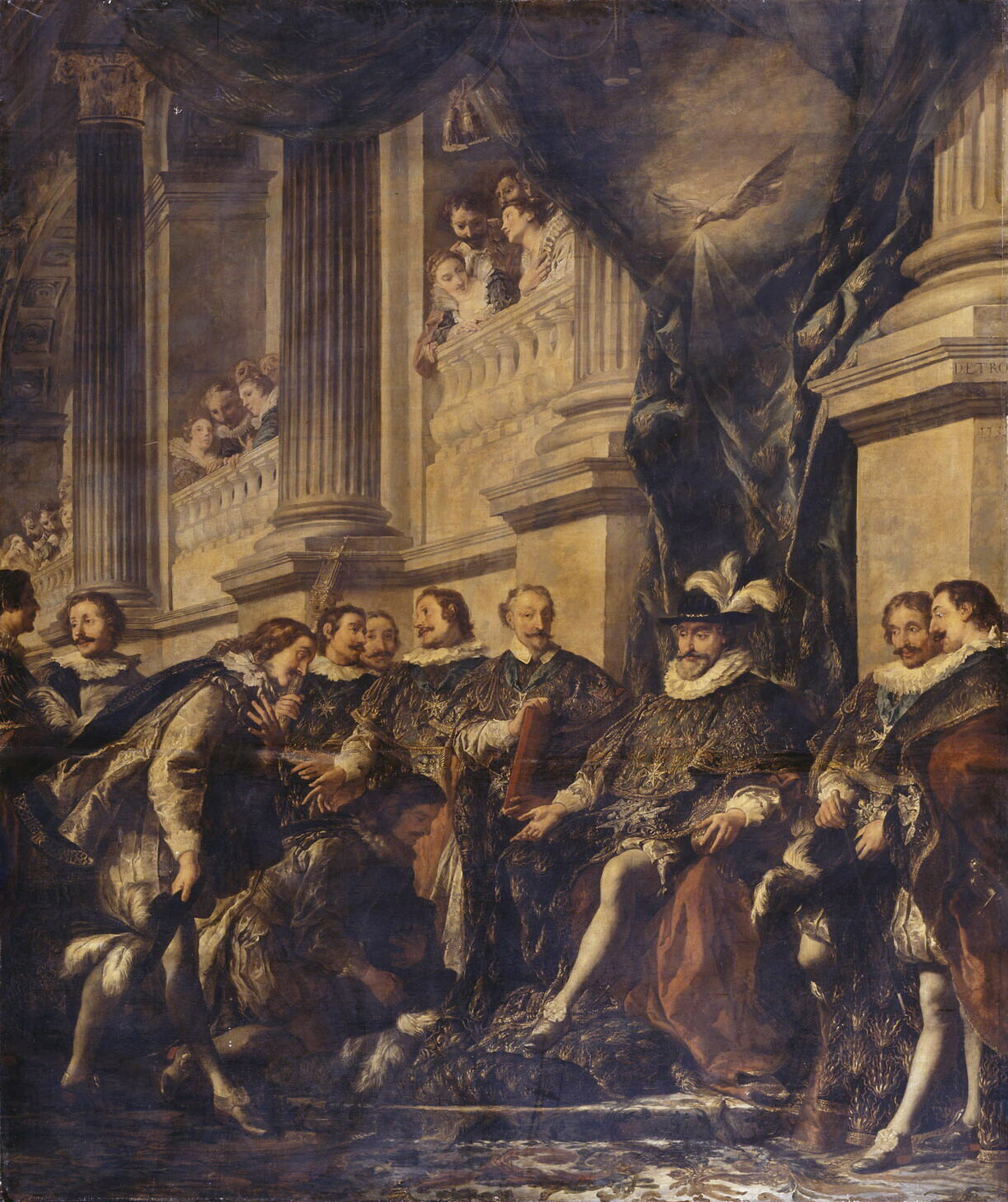
Premier chapitre de l'Ordre du Saint-Esprit tenu par Henri IV dans l'église du couvent des Grands-Augustins à Paris (1595), Jean-François de Troy, 1732, Musée du Louvre.

- Prélats reçus en l'église des Grands-Augustins de Paris :
  - Philippe du Bec, archevêque et duc de Reims.
  - Henri d'Escoubleau de Sourdis (1548-1615), évêque de Maillezais.
- Chevaliers :
  - Henri de Bourbon, duc de Montpensier, pair de France, gouverneur de Normandie.
  - Henri d'Orléans, duc de Longueville.
  - François d'Orléans, comte de Saint-Pol, puis duc de Fronsac.
  - Antoine de Brichanteau, marquis de Nangis, colonel du régiment des Gardes-Françaises, amiral de France, ambassadeur.
  - Jean de Beaumanoir, marquis de Lavardin, depuis maréchal de France.
  - François d'Espinay, seigneur de Saint-Luc, depuis Grand maître de l'artillerie de France, et gouverneur de Brouage.
  - Roger de Saint-Larry et de Bellegarde, baron de Termes, Grand-écuyer de France, premier gentilhomme de la chambre du Roi, et depuis duc de Bellegarde.
  - Henri d'Albret, comte de Marennes, baron de Miossens.
  - Antoine, seigneur de Roquelaure, maréchal de France et lieutenant général en Guienne.
  - Charles d'Humières, marquis d'Ancre, lieutenant général en Picardie.
  - Guillaume de Hautemer, seigneur de Fervaques, comte de Grancey, maréchal de France.
  - François de Cugnac, seigneur de Dampierre, maréchal des camps et armées du Roi.
  - Antoine de Silli, comte de la Rochepot, depuis gouverneur d'Anjou.
  - Odet de Matignon, comte de Torigni, lieutenant-général en Normandie.
  - François de La Grange, seigneur de Montigny, depuis maréchal de France.
  - Charles de Balsac, baron de Dunes.
  - Charles II de Cossé, comte, puis duc de Brissac, maréchal de France.
  - Pierre de Mornay, seigneur de Buhi, maréchal de camp et lieutenant général en l'Isle de France.
  - François de la Magdelaine, marquis de Ragny, gouverneur du Nivernais.
  - Claude de l'Isle, seigneur de Marivaut, gouverneur de Laon.
  - Charles de Choiseul, marquis de Praslin, maréchal de France.
  - Humbert de Marcilly, seigneur de Cipierre, maréchal des camps et armées du Roi.
  - Gilbert de Chazeron, gouverneur du Lyonnais.
  - René de Viau, seigneur de Chanlivaut, gouverneur de l'Auxerrois.
  - Claude Gruel, seigneur de la Frette, gouverneur de Chartres.
  - Georges Babou, seigneur de la Bourdaisière, capitaine des Cent gentilshommes de la maison du Roi.

### Troisième promotion (5 janvier 1597)
- Chevaliers reçus en l'église de l'abbaye de Saint-Ouen de Rouen :
  - Henri Ier, duc de Montmorency, pair, maréchal et Connétable de France.
  - Hercule de Rohan, duc de Montbazon, comte de Rochefort, pair, Grand-veneur de France et gouverneur de Paris.
  - Charles de Montmorency, baron, puis duc de Damville, amiral de France.
  - Alphonse d'Ornano, colonel général des Corses, maréchal de France.
  - Urbain de Laval, seigneur de Bois-Dauphin, marquis de Sablé, maréchal de France.
  - Charles II de Luxembourg-Ligny, comte de Brienne et de Roussy, gouverneur de Metz.
  - Gilbert de La Trémoille, marquis de Royan, comte d'Olonne, capitaine des Cent gentilshommes de la maison du Roi et sénéchal de Poitou.
  - Jacques Chabot, marquis de Mirebeau, comte de Charny, mestre de camp du régiment de Champagne et lieutenant général en Bourgogne.
  - Jean, sire de Bueil, comte de Sancerre et de Marans, Grand-échanson de France.
  - Guillaume de Gadagne, baron de Verdun, seigneur de Bouthéon, gouverneur du Lyonnais.
  - Louis de l'Hospital, marquis de Vitry, capitaine des gardes du corps, gouverneur de Meaux.
  - Pons de Lauzières-Thémines, marquis de Thémines, sénéchal et gouverneur du Quercy, maréchal de France.
  - Louis d'Ognies, comte de Chaulnes, gouverneur de Péronne, Montdidier et Roye.
  - Edme de Malain, baron de Lux, lieutenant général en Bourgogne.
  - Antoine d'Aumont de Rochebaron, comte de Châteauroux, marquis de Nolay, gouverneur de Boulogne.
  - Louis de la Chastre [Louis de La Châtre], baron de la Maisonfort, gouverneur du Berry, depuis maréchal de France.
  - Jean de Durfort, seigneur de Born, lieutenant général de l'artillerie de France.
  - Louis de Bueil, seigneur de Racan, maréchal des camps et armées du Roi, gouverneur du Croizic.
  - Claude d'Harville, seigneur de Paloiseau, baron de Nainville, gouverneur de Compiègne et de Calais.
  - Eustache de Conflans, vicomte d'Ouchy, lieutenant général des armées du Roi, gouverneur de Saint-Quentin.
  - Louis de Grimonville, seigneur de Larchant, gouverneur d'Evreux.
  - Charles de Neufville, baron puis marquis d'Alincourt et de Villeroy, comte de Bury, grand maréchal des logis de la maison du Roi et gouverneur du Lyonnais.

### Quatrième promotion (2 janvier 1599)
- Chevaliers reçus en l'église des Grands-Augustins de Paris.
  - Anne de Lévis, duc de Ventadour, pair de France, gouverneur du Limousin, lieutenant général au gouvernement de Languedoc.
  - Jacques Mitte de Chevrières, comte de Miolans, seigneur de Chevrières, baron de Saint-Chamond, lieutenant général au gouvernement du Lyonnais.
  - Jean-François de Faudoas d'Averton, comte de Belin, gouverneur de Ham, de Paris et de Calais.
  - Bertrand de Baylens, baron de Poyanne, gouverneur d'Acqs et sénéchal des landes de Bordeaux.
  - René de Rieux, seigneur de Sourdéac, marquis d'Oixant (Ouessant), gouverneur de Brest.
  - Brandelis de Champagne, marquis de Villaines.
  - Jacques de l'Hospital, marquis de Choisi, gouverneur et sénéchal d'Auvergne.
  - Robert de La Vieuville, baron de Rugle, Grand-fauconnier de France, et gouverneur de Reims.
  - Charles de Matignon, comte de Torigni, lieutenant général en la Basse-Normandie.
  - François Juvénal des Ursins, marquis de Trainel, colonel de Reîtres français, maréchal des camps et armées du Roi, ambassadeur en Angleterre.

### Cinquième promotion (1606)
- Prélat :
  - Jacques Davy du Perron, cardinal archevêque de Sens, Grand-aumônier de France

### Sixième promotion (12 mars 1608)
- Chevaliers reçus à Rome :
  - Alexandre Sforza-Conti, duc de Segni, prince de Valmontane, comte de Santafior
  - Jean Antoine Ursin, duc de Santo-Gemini, prince de Scandriglia, et comte d'Ercole

### Sous le règne de Henri IV, chevaliers et commandeur nommés et morts sans avoir été reçus
- Commandeur : 
  - Charles, cardinal de Bourbon, archevêque de Rouen.
- Chevaliers :

#### Année 1595
- Anne d'Anglure, marquis de Givry
- Michel d'Estourmel, seigneur de Guyencourt
- Jean de Montluc, maréchal de France
- Gaspard de Schomberg, colonel des Reîtres
- Jean de Levis, seigneur de Mirepoix
- Jean, marquis de Goetquen
- Robert II de Harlay, baron de Monglat
- François de Senicourt

#### Année 1599
- Sebastien marquis de Rosmadec

#### Année 1604
- Henri de Noailles
- Nicolas de Harlay, seigneur de Sancy
- François de l'Isle
- Jean-Paul d'Esparbès de Lussan, seigneur de La Serre
- Bernard de Beon du Masses
- Jean de Gontault
- Jérôme de Gondi

## Sous Louis XIII
Louis XIII, troisième chef et souverain Grand-Maître de l'Ordre, reçut le collier le 18 octobre 1610, le lendemain de son sacre.

### Première promotion (18 octobre 1610)
- Chevalier :
  - Henri de Bourbon, IIe du nom, prince de Condé, premier pair et Grand-maître de France

### Deuxième promotion (septembre 1618)
- Prélat :
  - François de La Rochefoucauld, cardinal, évêque de Senlis, Grand-aumônier de France

### Troisième promotion (31 décembre 1619)
- Prélats reçus en l'église des Grands-Augustins de Paris :
  - Henri de Gondi, cardinal de Retz, évêque de Paris, maître de l'Oratoire du roi.
  - Bertrand d'Eschaud, archevêque de Tours et premier aumônier du Roi.
  - Christophe de Lestang, évêque de Carcassonne et maître de la Chapelle du roi [1].
  - Gabriel de L'Aubespine, évêque d'Orléans.
  - Arthur d'Épinay de Saint-Luc, évêque de Marseille.
- Chevaliers :
  - Gaston Jean-Baptiste de France, duc d'Orléans, frère du roi Louis XIII.
  - Louis de Bourbon, comte de Soissons, pair et Grand-maître de France, gouverneur de Dauphiné.
  - Charles de Lorraine, duc de Guise, pair de France, prince de Joinville, gouverneur de Provence.
  - Henri de Lorraine, duc de Mayenne et d'Aiguillon, pair et Grand chambellan de France, gouverneur de Guyenne.
  - Claude de Lorraine, prince de Joinville, duc de Chevreuse, pair et Grand chambellan de France, gouverneur de la Haute et Basse Marche.
  - César, duc de Vendôme, de Beaufort, d'Étampes et de Ponthièvre, prince de Martigues, gouverneur de Bretagne, pair et depuis Grand maître et surintendant général de la navigation et du commerce de France.
  - Charles de Valois, duc d'Angoulême, comte d'Auvergne, etc., pair de France et colonel général de la cavalerie légère.
  - Charles de Lorraine, duc d'Elbeuf, pair de France, gouverneur de Picardie.
  - Henri, duc de Montmorency, pair et amiral de France, gouverneur de Languedoc, depuis maréchal de France.
  - Emmanuel de Crussol, duc d'Uzès, pair de France, chevalier d'honneur de la reine Anne d'Autriche.
  - Henri de Gondi, duc de Retz et de Beaupreau, pair de France.
  - Charles d'Albert, duc de Luynes, pair et Grand fauconnier de France, gouverneur de Picardie, connétable de France.
  - Honoré d'Albert, duc de Chaulnes, pair et maréchal de France, gouverneur de Picardie.
  - Louis de Rohan, comte de Rochefort, depuis prince de Guémené, duc de Montbazon, pair et Grand veneur de France.
  - Joachim de Bellengreville, seigneur de Neuville-Gambetz, de Bomicourt, etc., prévôt de l'hôtel du Roi et grande prévôté de France.
  - Martin du Bellay, prince d'Ivetot, marquis de Thouarcé, etc., lieutenant général en Normandie, puis en Anjou, capitaine de cinquante hommes d'armes des Ordonnances, maréchal des camps et armées du Roi.
  - Charles, sire de Créquy, prince de Poix, comte de Sault, depuis duc de Lesdiguières, pair et maréchal de France.
  - Gilbert Filhet, seigneur de la Curée et de la Roche-Turpin, capitaine de cinquante hommes d'armes, maréchal des camps et armées du Roi.
  - Philippe de Béthune, comte de Charost, bailli de Mantes et de Meulant, ambassadeur en Italie, en Allemagne et en Angleterre.
  - Charles de Coligny, marquis d'Andelot, lieutenant général au gouvernement de Champagne.
  - Jean-François de La Guiche, seigneur de Saint-Géran, comte de la Palisse, gouverneur du Bourbonnais, depuis maréchal de France.
  - René Du Bec, marquis de Vardes et de La Bosse, conseiller d'État, capitaine de cinquante hommes d'armes, gouverneur du pays de Thiérache.
  - Antoine-Arnaud de Pardaillan, seigneur de Gondrin et d'Antin, marquis de Montespan, capitaine des Gardes du corps du Roi, maréchal de camp, et lieutenant général en la province de Guyenne.
  - Henri de Schomberg, comte de Nanteuil, surintendant des Finances, gouverneur de la Haute et Basse Marche et du Limousin, maréchal de France.
  - François de Bassompierre, colonel général des Suisses, puis maréchal de France.
  - Henri de Bourdeille, vicomte de Bourdeille, marquis d'Archiac, capitaine de cent hommes d'armes, sénéchal et gouverneur de Périgord.
  - Jean-Baptiste d'Ornano, comte de Montlor, colonel général des Corses, lieutenant général en Normandie, gouverneur de la personne de Monsieur frère unique du Roi, puis maréchal de France.
  - Timoléon d'Espinay, seigneur de Saint-Luc, comte d'Estelan, gouverneur de Brouage, lieutenant général en Guyenne et depuis maréchal de France.
  - Henri de Bauffremont, marquis de Sénecey, gouverneur d'Auxonne.
  - René Potier, comte puis duc de Tresmes (en), pair de France, capitaine des Gardes du corps du Roi, lieutenant général au gouvernement de Champagne.
  - Philippe-Emmanuel de Gondi, comte de Joigny, général des galères.
  - Charles d'Angennes, marquis de Rambouillet, vidame du Mans, seigneur d'Arquenay, etc., capitaine des Cent gentilshommes de la maison du Roi, ambassadeur extraordinaire en Espagne.
  - Louis de Crévant, vicomte de Brigueil, marquis d'Humières, capitaine des Cent gentilshommes de la maison du Roi et gouverneur de Compiègne.
  - Bertrand de Vignolles, dit de la Hire, baron de Vignolles, seigneur de Casaubon et Preschat, lieutenant général en Champagne, premier maréchal des camps et armées du Roi, gouverneur de Sainte-Ménéhould.
  - Antoine II de Gramont, souverain de Bidache, comte de Guiche et de Louvignières, puis duc de Gramont, vice-roi de Navarre et de Béarn, gouverneur de Bayonne.
  - François Nompar de Caumont, comte de Lauzun, conseiller d'État, capitaine de cinquante hommes d'armes.
  - Melchior Mitte, comte de Miolans, marquis de Saint-Chaumont et de Montpezat, seigneur de Chevrières, ministre d'État, lieutenant général des armées du Roi, et au gouvernement de Provence, ambassadeur extraordinaire à Rome.
  - Léonor de la Magdeleine, marquis de Ragny, lieutenant pour le Roi au comté de Charollois.
  - Jean de Warignies, seigneur de Blainville, maître de la garde-robe du Roi.
  - Léon d'Albert, seigneur de Brantes, capitaine lieutenant des Chevau-légers de la garde, gouverneur de Blaye, depuis duc de Piney-Luxembourg et pair de France.
  - Nicolas de Brichanteau, marquis de Nangis, conseiller d'État, capitaine de cinquante hommes d'armes.
  - Charles de Vivonne, baron de la Chasteigneraye, gouverneur de Parthenay.
  - André de Cochefilet, comte de Vauvineux, baron de Vaucelas, ambassadeur en Espagne.
  - Gaspard Dauvet, seigneur des Marêts, conseiller d'État, gouverneur de Beauvais et pays de Beauvaisis, ambassadeur en Angleterre.
  - Lancelot, seigneur de Vassé, baron de la Roche-Mabile, seigneur d'Esquilly, etc., conseiller d'État.
  - Charles, sire de Rambures, maréchal de camp, gouverneur de Doullens.
  - Antoine de Buade, seigneur de Frontenac, baron de Palluau, capitaine du château de Saint-Germain-en-Laye, premier maître d'hôtel du Roi.
  - Nicolas de L'Hospital, marquis puis duc de Vitry, maréchal de France, gouverneur de la Brie.
  - Jean de Souvré, marquis de Courtanvaux, conseiller d'État, premier gentilhomme de la Chambre du Roi, et gouverneur de Touraine.
  - François de L'Hospital, seigneur du Hallier, comte de Rosnay, capitaine des Gardes du corps du Roi, depuis maréchal de France et ministre d'État.
  - Louis de la Marck, marquis de Mauny, premier écuyer de la reine Anne d'Autriche.
  - Charles Ier, marquis puis duc de La Vieuville, capitaine des Gardes du corps du Roi, surintendant des Finances, et Grand fauconnier de France.
  - Louis d'Aloigny, marquis de Rochefort, baron de Craon et bailli du Berri.
  - César-Auguste de Saint-Lary, baron de Termes, Grand écuyer de France.
  - Alexandre de Rohan, marquis de Marigny, capitaine de cent hommes d'armes.
  - François de Silly, comte puis duc de la Rocheguyon, Grand louvetier de France.
  - Antoine-Hercule de Budos, marquis de Portes, vice-amiral de France.
  - François V, comte puis duc de La Rochefoucauld, gouverneur du Poitou.
  - Jacques d'Étampes, seigneur de Valençai, Grand maréchal des logis de la maison du Roi, puis gouverneur de Calais.
  - Henri d'Albret, baron de Moissens, mestre de camp de mille hommes de pied entretenus pour le Roi au pays de Bigorre.

### Quatrième promotion (26 juillet 1622)
Faite à Grenoble, en l'église cathédrale.
- François de Bonne, duc de Lesdiguières, pair et Connétable de France, gouverneur et lieutenant général du Dauphiné.

### Cinquième promotion (28 juin 1625)
Faite dans la chapelle de l'hôtel de Sommerset, à Londres, le 28 juin 1625. 
- Antoine Coeffier, dit Ruzé, marquis d'Effiat et de Longjumeau, baron de Massy et de Beaulieu, gouverneur du Bourbonnais et de l'Auvergne, surintendant des Finances et depuis maréchal de France.

### Sixième promotion (24 mars 1632)
- Prélat : 
  - Alfonse-Louis du Plessis de Richelieu, cardinal et archevêque de Lyon, Grand aumônier de France.

### Septième promotion (14 mai 1633)
Faite à Fontainebleau.
- Prélats : 
  - Armand-Jean du Plessis, cardinal, duc de Richelieu, pair de France, Grand maître et surintendant général de la navigation et du commerce, gouverneur de Bretagne.
  - Louis de Nogaret, cardinal de la Valette, archevêque de Toulouse.
  - Claude de Rebé, archevêque de Narbonne, président-né des États de Languedoc.
  - Jean-François de Gondi, premier archevêque de Paris, maître de la chapelle du Roi.
  - Henri d'Escoubleau de Sourdis, archevêque de Bordeaux, primat d'Aquitaine.

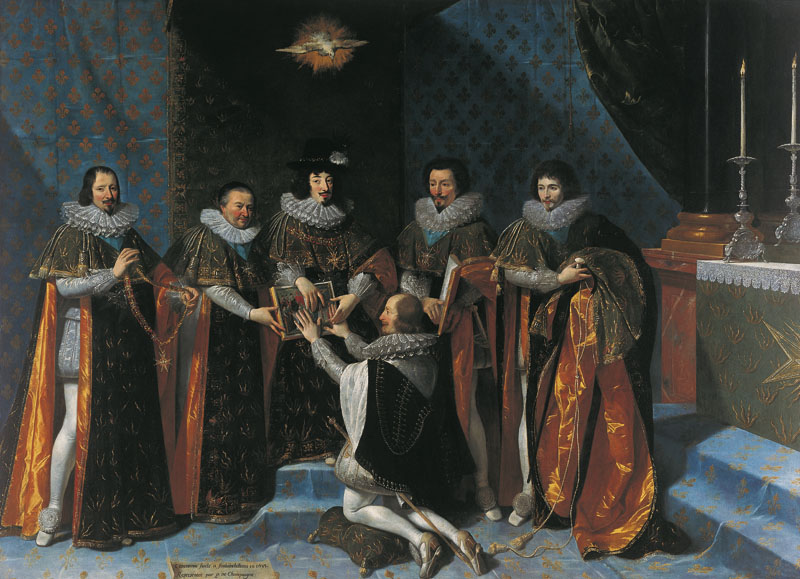
Réception d'Henri II d'Orléans, Duc de Longueville, dans l'ordre du Saint-Esprit par le roi Louis XIII, le 15 mai 1633, Philippe de Champaigne (1602–1674), Musée des Augustins (Toulouse).

- Garde des sceaux, surintendant & commandeur des deniers des Ordres:
  - Claude de Bullion de Bonnelles, de Gallardon, de Montlouet, Surintendant  de France[2]. 28 février 1633, démission le 27 février 1636[2].
- Trésorier de l’Ordre
  - Claude Bouthillier, comte de Chavigny, Surintendant  de France, du 15 juillet 1632 à 1651[2].
- Chevaliers : 
  - Henri d'Orléans, duc de Longueville, gouverneur de Normandie.
  - Henri de Lorraine, comte d'Harcourt, Grand écuyer de France.
  - Louis de Valois, comte d'Alets, depuis duc d'Angoulême et gouverneur de Provence.
  - Henri de La Trémoille, duc de Thouars, pair de France, prince de Tarente et de Talmond, comte de Laval, etc.
  - Charles de Lévis, duc de Ventadour, pair de France, lieutenant général en Languedoc et gouverneur du Limousin.
  - Henri de Nogaret de La Valette, dit de Foix, duc de Candale, pair de France.
  - Charles de Schomberg, duc de Halluin, colonel général des Reîtres, maréchal des troupes allemandes, gouverneur du Languedoc, pair et maréchal de France.
  - François de Cossé, duc de Brissac, pair et Grand panetier de France.
  - Bernard de Nogaret, de la Valette et de Foix, duc de la Valette et d'Epernon, Colonel général de l'infanterie française, gouverneur de Metz.
  - Charles-Henri, comte de Clermont et de Tonnerre, marquis de Crusy, etc., premier baron et connétable héréditaire de Dauphiné, conseiller d'État et capitaine de cent hommes d'armes.
  - François Hannibal d'Estrées, marquis de Cœuvres, maréchal de France, puis duc et pair de France.
  - Jean de Nettancourt, comte de Vaubecourt, baron d'Orne et de Choiseul, conseiller d'État, maréchal des camps et armées du Roi, gouverneur de Châlons.
  - Henri de Saint-Nectaire, ou Senneterre, marquis de la Ferté-Nabert, ambassadeur en Angleterre et à Rome, ministre d'État.
  - Philibert, vicomte de Pompadour, lieutenant général pour le Roi en Limousin.
  - René aux Epaules, dit de Laval, marquis de Néelle, maréchal de camp.
  - Guillaume de Simiane, marquis de Gordes, capitaine des Gardes du corps du Roi.
  - Charles, comte de Lannoi, premier maître d'hôtel du Roi, gouverneur de Montreuil.
  - François de Nagu, marquis de Varennes, gouverneur d'Aigue-Mortes.
  - Urbain de Maillé, marquis de Brézé, maréchal de France, gouverneur de Calais et de Saumur.
  - Jean de Galard de Béarn, comte de Brassac, gouverneur de Saintonge.
  - François de Noailles, comte d'Ayen, conseiller d'État, capitaine de cent hommes d'armes des Ordonnances, maréchal des camps et armées du Roi, lieutenant général en Auvergne.
  - Bernard de Baylens, baron de Poyanne, lieutenant général au pays de Béarn.
  - Gabriel de La Vallée-Fossés, marquis d'Everly, maréchal de camp, gouverneur de Lorraine et des villes de Montpellier et de Verdun.
  - Charles de Livron, marquis de Bourbonne, lieutenant général en Champagne, maréchal de camp.
  - Gaspard-Armand, vicomte de Polignac, marquis de Chalançon, gouverneur du Puy-en-Velay.
  - Louis, vicomte puis duc d'Arpajon, marquis de Séverac, lieutenant général des armées du Roi.
  - Charles d'Escoubleau, marquis de Sourdis et d'Alluye, conseiller d'État, maréchal des camps et armées du Roi, gouverneur d'Orléans.
  - François de Blanchefort de Bonne de Créqui, comte de Sault, depuis duc de Lesdiguières, pair de France et gouverneur du Dauphiné.
  - François de Béthune, comte d'Orval, puis duc de Béthune, premier écuyer de la reine Anne d'Autriche.
  - Claude de Rouvroy de Saint-Simon, pair et Grand louvetier de France, depuis duc de Saint-Simon.
  - Charles du Camboût, baron de Pont-Château et de la Roche-Bernard, marquis de Coislin, gouverneur de Brest, lieutenant général pour le Roi en Basse-Bretagne.
  - François de Vignerot, marquis du Pont-de-Courlay, gouverneur du Havre de Grâce, depuis général des galères de France.
  - Charles de La Porte, marquis puis duc de la Meilleraye, pair, Grand maître de l'artillerie et maréchal de France.
  - Gabriel de Rochechouart, marquis puis duc de Mortemart, pair de France, et gouverneur de Paris.
  - Antoine d'Aumont et de Rochebaron, seigneur de Villequier, depuis duc, pair et maréchal de France.
  - Just-Henri, comte de Tournon et de Roussillon, sénéchal d'Auvergne, maréchal de camp.
  - Louis de Mouy, seigneur de la Meilleraye, lieutenant général au gouvernement de Normandie.
  - Charles de Damas, comte de Thianges, maréchal de camp, lieutenant général des pays de Bresse et de Charollois.
  - Hector de Gelas de Voisins, marquis de Leheron et d'Ambres, vicomte de Lautrec, sénéchal et gouverneur du Lauragais.
  - Henri de Baudean, comte de Parabère, marquis de la Mothe-Sainte-Heraye, vicomte de Pardaillan, seigneur de Castelnau, etc., conseiller d'État, gouverneur du Haut et Bas-Poitou.
  - Jean de Monchy, marquis de Montcavrel, gouverneur d'Ardres et d'Étampes.
  - Roger du Plessis, seigneur de Liancourt, marquis de Guercheville, depuis duc de La Rocheguyon, pair de France, et marquis de Liancourt.
  - Charles de Rouvroy de Saint-Simon, dit le marquis de Saint-Simon, seigneur du Plessis et de Pont-Sainte-Maixence, colonel du régiment de Navarre, lieutenant général des armées du Roi et gouverneur de Senlis.

### Huitième promotion (22 mai 1642)
Faite au camp devant la ville de Perpignan.
- Chevalier : 
  - Honoré II Grimaldi, prince de Monaco, premier duc de Valentinois, pair de France

### Chevaliers nommés sous le règne de Louis XIII, morts sans avoir été reçus

#### Année 1611
- François de Monceaux d'Auxi, baron de Mérigny, vice-amiral de Normandie
- François Damas, seigneur de Thianges
- Christophe de Harlay, comte de Beaumont, ambassadeur en Angleterre.
- Pierre de Harcourt, marquis de Beuvron

#### Année 1612
- François d'Esparbès de Lussan, marquis d'Aubeterre, maréchal de France
- Isaac de La Rochefoucauld, baron de Montendre

#### Année 1613
- Armand-Léon de Durfort, seigneur de Born, lieutenant général de l'artillerie de France

#### Année 1614
- Antoine d'Hostun, seigneur de la Baume, sénéchal de la ville de Lyon
- Charles comte d'Escars, baron d'Aix

#### Année 1615
- Louis de Montbron, seigneur de Fontaines et de Chalandray
- César de Dizimieu, gouverneur des ville et château de Vienne
- Étienne de Bonne, vicomte de Tallard

#### Année 1616
- Léon de Durfort
- Louis de Gouffier, duc de Rouannois

#### Année 1618
- Emmanuel de Savoie, baron de Pressigny, sénéchal et gouverneur du pays et duché de Châtellerault
- Henri des Prez, seigneur de Montpezat
- Charles de Balzac, évêque et comte de Noyon, pair de France
- Claude de Joyeuse, comte de Grand-Pré

#### Année 1619
- Alexandre de Vieuxpont, marquis de Coëmur, vice-amiral de Bretagne
- André d'Oraison
- Jacques de Castille, baron de Castelnau
- Claude-François de la Baume, comte de Mont-Revel
- Henri de Balzac, seigneur de Clermont d'Entragues
- Edme de Rochefort, marquis de la Boullaye, lieutenant général en Nivernois

#### Année 1621
- Jacques du Blé, marquis d'Uxelles.

#### Année 1625
- François de Savary, marquis de Maulevrier
- François de L'Aubespine, baron de Hauterive

#### Année 1626
- Adrien de Montluc Montesquiou, prince de Chabannois, lieutenant général au pays de Foix

#### Année 1629
- César de Balzac d'Entragues, seigneur de Gré
- Jean-Louis de Rochechouart, seigneur de Chandenier
- Louis de Marillac, comte de Beaumont-le-Roger, maréchal de France

#### Année 1633
- Emmanuel-Philibert de la Beraudière
- Jean de Saint-Bonnet, seigneur de Thoiras, maréchal de France
- Charles de Levis, comte de Charlus
- Enzo Bentivoglio, marquis de Gualtieri
- Georges de Brancas, duc de Villars, pair de France

## Sous Louis XIV
Louis XIV, surnommé le Grand, quatrième chef et souverain Grand maître de l'Ordre, ne reçut le collier de l'Ordre que le lendemain de son sacre, le 8 juin 1654.

### Première promotion (Paris, 28 avril 1653)
- Prélat :
  - Antoine Barberini, cardinal évêque de Palestrine, archevêque duc de Reims, nommé Grand aumônier de France.

### Deuxième promotion (Reims, 8 juin 1654)
- Chevalier :
  - Philippe de France, duc d'Anjou, depuis duc d'Orléans, frère unique du Roi.

### Troisième promotion (Paris, 31 décembre 1661)
- Prélats :
  - Camille de Neufville de Villeroy, archevêque de Lyon
  - François Adhémar de Monteil, de Grignan, archevêque d'Arles
  - Georges d'Aubusson de la Feuillade, évêque de Metz, auparavant archevêque d'Embrun
  - François Harlay de Champvallon, pair de France, archevêque de Rouen, depuis archevêque de Paris
  - Léonor Goyon de Matignon, évêque de Lisieux
  - Gaspard de Daillon du Lude, évêque d'Albi
  - Henri de La Mothe-Houdancourt, évêque de Rennes, puis archevêque d'Auch
  - Philibert Emmanuel de Beaumanoir de Lavardin, évêque du Mans
- Chevaliers :
  - Louis II de Bourbon-Condé, prince de Condé, premier pair de France, duc d'Enghien
  - Henri Jules de Bourbon-Condé, duc d'Enghien, prince de Condé, pair et Grand maître de France
  - Armand de Bourbon-Conti, prince de Conti, gouverneur du Languedoc
  - Henri de Bourbon, duc de Verneuil, pair de France
  - Louis, duc de Vendôme et de Mercœur, pair de France, gouverneur de Provence, depuis cardinal et légat du Pape en France
  - François de Vendôme, duc de Beaufort, pair de France, Grand maître et surintendant de la navigation et du commerce de France
  - François de Crussol, duc d'Uzès, pair de France
  - Louis Charles d'Albert de Luynes, duc de Luynes, pair et Grand fauconnier de France
  - Charles d'Albert, dit d'Ailly, duc de Chaulnes, pair de France, gouverneur de Bretagne
  - François, duc de La Rochefoucauld, prince de Marcillac, pair de France et gouverneur du Poitou
  - Pierre de Gondi, duc de Retz, pair de France et général des galères
  - Antoine III, duc de Gramont, pair et maréchal de France
  - César de Choiseul, duc de Choiseul, pair et maréchal de France, comte du Plessis-Praslin
  - Nicolas de Neufville de Villeroy, duc de Villeroy, pair et maréchal de France
  - Charles, duc de Créqui, prince de Poix, pair de France, gouverneur de Paris
  - Jacques d'Étampes, marquis de la Ferté-Imbault et de Mauny, maréchal de France
  - Henri de Saint-Nectaire ou Sennecterre, duc de la Ferté, pair et maréchal de France, gouverneur de Metz
  - Philippe de Montaut, duc de Navailles, maréchal de France
  - Jacques Rouxel, comte de Grancey et de Médavi, maréchal de France
  - Gaston-Jean-Baptiste, duc de Roquelaure, gouverneur de Guyenne
  - Philippe-Julien Mazarini-Mancini, duc de Nevers, gouverneur du Nivernois et du pays d'Aunis
  - Jules Cesarini, duc de Cittanova, baron romain (il ne reçut le collier qu'en 1662, à Rome)
  - François Honorat de Beauvilliers, duc de Saint-Aignan, pair de France, premier gentilhomme de la Chambre du Roi
  - Henri de Daillon, comte puis duc de Lude, Grand maître de l'artillerie de France
  - Louis de Béthune, duc de Charost, dit de Béthune, lieutenant général en Picardie
  - Anne de Noailles, duc de Noailles, comte d'Ayen, pair de France et gouverneur du comté de Roussillon
  - François de Comminges, seigneur de Guitaut, gouverneur de Saumur
  - François de Clermont, comte de Tonnerre et de Clermont, vicomte de Tallard
  - Alexandre-Guillaume de Melun, prince d'Épinoy, connétable héréditaire de Flandre
  - César Phoebus d'Albret, maréchal de France, gouverneur de Guyenne
  - François-René Crespin Du Bec, marquis de Vardes, capitaine des Cent-Suisses de la garde ordinaire du Roi
  - Charles-Maximilien de Belleforière, marquis de Soyecourt, Grand veneur de France
  - François de Paule de Clermont, marquis de Monglat, comte de Chiverny, Grand maître de la garde-robe du Roi
  - Philippe de Clérembault, comte de Palluau, maréchal de France, gouverneur du Berry
  - Jean de Schulemberg, comte de Montdejeu, maréchal de France
  - Gaston Jean Baptiste, dit le comte de Comminges, gouverneur de Saumur
  - François de Simiane et de Pontevès, marquis de Gordes, Grand sénéchal de Provence
  - Henri de Beringhen, seigneur d'Armainvilliers, premier écuyer de la petite écurie du Roi
  - Jean Du Bouchet, marquis de Sourches, prévôt de l'hôtel du Roi et grande prévôté de France
  - Charles, comte de Froulai, Grand maréchal des logis de la maison du Roi
  - Jacques-François, marquis de Hautefort, comte de Montignac, premier écuyer de la Reine
  - François Goyon de Matignon, comte de Torigny, lieutenant général en Basse-Normandie
  - Charles de Sainte-Maure, duc de Montausier, pair de France, gouverneur de Monseigneur le Dauphin
  - François d'Espinay, marquis de Saint-Luc, lieutenant général en Guyenne
  - Hippolite de Béthune, comte de Selles, dit le comte de Béthune, chevalier d'honneur de la Reine
  - Ferdinand de La Baume, comte de Montrevel, lieutenant général au pays de Bresse, Bugey, etc.
  - Louis-Armand, vicomte de Polignac, marquis de Chalançon, gouverneur de la ville du Puy
  - Antoine de Brouilly, marquis de Piennes, gouverneur de Pignerol
  - Jean, marquis de Pompadour, lieutenant général en Limousin
  - Louis de Cardaillac et de Lévis, comte de Biculés, lieutenant général en Languedoc
  - Scipion de Grimoard de Beauvoir, comte de Roure, lieutenant général en Languedoc
  - François des Monstiers, comte de Mérinville et de Rieux, lieutenant général en Provence
  - Henri de Baylens, marquis de Poyanne, lieutenant général en Béarn
  - Léon de Sainte-Maure, comte de Jonzac, lieutenant général des pays de Saintonge et d'Angoumois
  - Jacques Stuer, comte de La Vauguyon, marquis de Saint-Mégrin, Grand sénéchal de Guyenne
  - Charles-François de Joyeuse, comte de Grandpré, gouverneur de Mouzon et de Beaumont
  - Timoléon de Cossé, comte de Chateaugiron, Grand panetier de France
  - Charles-Martel, comte de Clère, capitaine des Gardes du corps françaises de Monsieur frère unique du Roi
  - Jean-Paul de Gourdon de Genouillac, comte de Vaillac, capitaine des gardes de Monsieur frère unique du Roi
  - Nicolas-Joachim Rouault, marquis de Gamaches, gouverneur de Saint-Valeri et de Rue
  - Godefroi, comte d'Estrades, gouverneur de Dunkerque, maire perpétuel de Bordeaux, vice-roi d'Amérique, maréchal de France
  - René-Gaspard de la Croix, marquis de Castries, gouverneur de Montpellier
  - Guillaume de Pêchepeyrou et de Comminges, comte de Guitaut, chambellan et premier gentilhomme de la chambre de M. le prince de Condé

### Quatrième promotion (Paris, 4 novembre 1663)
- Chevalier :
  - Christian-Louis Ier duc de Meckelbourg-Schwerin

### Cinquième promotion (12 décembre 1671)
- Prélat :
  - Emmanuel-Théodose de La Tour d'Auvergne, cardinal de Bouillon, Grand aumônier de France.

### Sixième promotion (Rome, 29 septembre 1675)
- Chevaliers :
  - Flavio Ursin, duc de Bracciano, baron romain et prince de Soglio
  - Louis Conty-Sforce, duc de Sforce, d'Ognano et de Ségni
  - Philippe Colonna, prince de Sonnino

### Septième promotion (Saint-Germain-en-Laye, 22 décembre 1675)
- Chevalier :
  - François Gaston de Béthune, marquis de Chabris, ambassadeur extraordinaire en Pologne

### Huitième promotion (Zolkiew, Pologne, 30 novembre 1676)
- Chevalier :
  - Jean Sobieski, roi de Pologne et grand duc de Lituanie

### Neuvième promotion (Saint-Germain-en-Laye,1erjanvier 1682)
- Chevalier :
  - Louis de France, dauphin de Viennois, fils unique de Louis XIV.

### Dixième promotion (Versailles, 2 juin 1686)
- Chevaliers :
  - Philippe d'Orléans, duc d'Orléans, de Chartres, etc., fils de Monsieur, frère unique de Sa Majesté, depuis régent du royaume
  - Louis III de Bourbon-Condé, duc de Bourbon, prince du sang, pair et Grand maître de France, depuis duc d'Enghien
  - François Louis de Bourbon-Conti, prince de Conti
  - Louis Auguste de Bourbon, légitimé de France, duc du Maine, pair de France, Grand maître de l'artillerie de France, colonel général des Suisses et Grisons

### Onzième promotion (Versailles, 31 décembre 1688)
- Prélats :

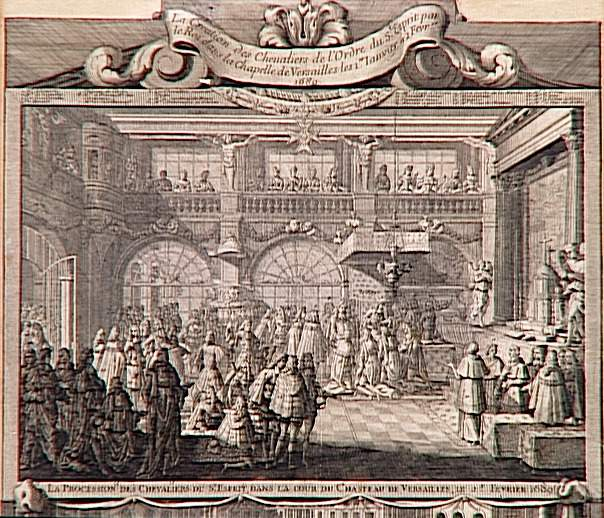
Réception des chevaliers de l'ordre du Saint-Esprit dans la chapelle de Versailles les 1er janvier et 2 février 1689

  - César d'Estrées, cardinal du titre de la Trinité-des-Monts, auparavant évêque et duc de Laon, pair de France
  - Pierre de Bonzi, cardinal du titre de Saint-Onuphre, archevêque de Narbonne
  - Charles-Maurice Le Tellier, archevêque et duc de Reims, premier pair de France
  - Pierre du Cambout de Coislin, plus tard cardinal du titre de la Trinité-des-Monts, évêque d'Orléans, premier aumônier du roi, puis Grand aumônier de France.
- Chevaliers :
  - Louis Joseph, duc de Vendôme, pair de France, général des galères.
  - Louis de Lorraine, comte d'Armagnac, Grand écuyer de France, gouverneur de l'Anjou.
  - Henri de Lorraine, comte de Brionne, reçu en survivance de la charge de Grand écuyer de France.
  - Philippe de Lorraine.
  - Charles de Lorraine, comte de Marsan.
  - Charles-Belgique-Hollande, sire de la Trémouille, duc de Thouars, pair de France, prince de Tarente et premier gentilhomme de la Chambre du Roi.
  - Emmanuel II de Crussol, duc d'Uzès et pair de France.
  - Maximilien Pierre François de Béthune, 3e duc de Sully, pair de France, marquis de Rosny.
  - Charles-Honoré d'Albert de Luynes, duc de Luynes et de Chevreuse, pair de France.
  - Armand-Jean de Vignerot du Plessis-Richelieu, duc de Richelieu et de Fronsac, pair de France.
  - François VII, duc de La Rochefoucauld, pair et Grand veneur de France.
  - Louis Grimaldi, prince de Monaco, pair de France et duc de Valentinois.
  - François Annibal III d'Estrées de Lauzière, duc d'Estrées, pair de France et marquis de Thémines.
  - Antoine-Charles IV, duc de Gramont, comte de Guiche et pair de France.
  - Armand-Charles de la Porte, duc de Mazarin, de La Meilleraye et de Mayenne, pair de France et Grand maître de l'artillerie.
  - François de Neufville, duc de Villeroy, pair et maréchal de France.
  - Paul de Beauvilliers, duc de Saint-Aignan, pair de France et grand d'Espagne.
  - Henri-François de Foix de Candale, duc de Randan, pair de France et captal de Buch.
  - Léon Potier, duc de Tresmes (en), dit de Gesvres (en), pair de France, premier gentilhomme de la Chambre du Roi.
  - Anne Jules, duc de Noailles, pair et maréchal de France.
  - Armand de Camboust, duc de Coislin, comte de Crécy, pair de France.
  - César III Auguste de Choiseul de Plessis-Praslin, pair de France, lieutenant général des armées du Roi.
  - Louis-Marie-Victor d'Aumont de Rochebaron, duc d'Aumont, pair de France, marquis de Villequier.
  - François-Henri de Montmorency-Bouteville, duc de Piney-Luxembourg, pair et maréchal de France.
  - François III, vicomte d'Aubusson, comte de la Feuillade, duc de Rouanez, maréchal de France, vice-roi de Sicile et gouverneur du Dauphiné.
  - Bernardin Gigault, marquis de Bellefons, maréchal de France.
  - Louis de Crevant, duc d'Humières, maréchal de France et Grand maître de l'artillerie.
  - Jacques Henri de Durfort, duc de Duras, gouverneur de Franche-Comté, maréchal de France.
  - Guy Aldonce II de Durfort, comte de Lorges, depuis duc de Quintin dit de Lorges, maréchal de France.
  - Armand de Béthune, duc de Charost, pair de France, lieutenant général au gouvernement de Picardie.
  - Jean II, comte d'Estrées, vice-amiral et maréchal de France, vice-roi d'Amérique, lieutenant général en Bretagne.
  - Charles II, duc de La Vieuville, gouverneur du Poitou, chevalier d'honneur de la Reine et gouverneur de Philippe d'Orléans, duc de Chartres.
  - Jean-Baptiste de Cassagnet, marquis de Tilladet, capitaine des Cent-Suisses de la garde du Roi.
  - Louis de Caillebot, marquis de la Salle, maître de la garde-robe du Roi.
  - Jacques-Louis de Beringhen, comte de Châteauneuf, premier écuyer du Roi.
  - Philippe de Courcillon, marquis de Dangeau, gouverneur de Touraine, chevalier d'honneur de Madame la Dauphine.
  - Philibert de Gramont, comte de Gramont, gouverneur du pays d'Aunis et de la Rochelle.
  - Louis François, duc de Boufflers, pair et maréchal de France, chevalier de la Toison d'Or, colonel des Gardes françaises.
  - François d'Harcourt, marquis de Beuvron, lieutenant général au gouvernement de Normandie.
  - Henri de Mornay, marquis de Montchevreuil, capitaine et gouverneur de Saint-Germain en Laye.
  - Édouard-François Colbert, comte de Maulevrier, lieutenant général des armées du Roi.
  - Joseph de Pons et de Guimera, baron de Monclar, lieutenant général des armées du Roi.
  - Henri Charles de Beaumanoir, marquis de Lavardin, lieutenant général en Bretagne.
  - Pierre de Villars, marquis de Villars, conseiller d'État, lieutenant général des armées du Roi, ambassadeur en Savoie, au Danemark et en Espagne.
  - François Adhémar de Monteil, comte de Grignan, lieutenant général en Provence.
  - Claude de Choiseul, marquis de Francières, appelé le comte de Choiseul, maréchal de France.
  - Jacques III de Goyon, sire de Matignon, comte de Thorigny, lieutenant général en Basse-Normandie.
  - Jean-Armand de Joyeuse, nommé le marquis de Joyeuse, maréchal de France.
  - François de Calvo, lieutenant général des armées du Roi, gouverneur de la ville d'Aire.
  - Charles, comte d'Aubigné, gouverneur du Berri.
  - Charles de Montsaunin, comte de Montval, lieutenant général des armées du Roi.
  - Claude de Thiard, comte de Bissy, lieutenant général des armées du Roi.
  - Antoine II Coëffier, dit Ruzé, marquis d'Effiat, premier écuyer de Monsieur frère unique du Roi.
  - François, comte de Montberon, lieutenant général des armées du Roi.
  - Philippe-Auguste Le Hardy, marquis de La Trousse, capitaine-lieutenant des Gendarmes-dauphins, lieutenant général des armées du Roi.
  - François de Monestay, marquis de Chazeron, lieutenant général des armées du Roi.
  - Bernard de La Guiche, comte de Saint-Géran, lieutenant général des armées du Roi.
  - François d'Escoubleau, comte de Sourdis, lieutenant général des armées du Roi.
  - Philippe-Emmanuel de Croÿ, prince de Solre, lieutenant général des armées du Roi.
  - André de Béthoulat de Cossagne, comte de La Vauguyon, conseiller d'État, ambassadeur en Espagne.
  - Georges de Monchy, marquis d'Hocquincourt, lieutenant général des armées du Roi.
  - Olivier de Saint-Georges, marquis de Coüé-Vérac, lieutenant général et commandant pour le Roi en Poitou.
  - René Martel, marquis d'Arcy, ambassadeur en Savoie, gouverneur de M. le duc de Chartres et conseiller d'État.
  - Alexis-Henri de Châtillon, marquis de Châtillon, premier gentilhomme de la chambre de Monsieur, frère unique du Roi.
  - Nicolas Chalon du Blé, marquis d'Uxelles, maréchal de France.
  - René de Froulay, comte de Tessé, maréchal de France, premier écuyer de madame la Dauphine et grand d'Espagne
  - Charles de Mornay, marquis de Villarceaux, capitaine-lieutenant des Chevau-légers de Monsieur le Dauphin
  - Charles d'Étampes, marquis de Mauny, seigneur la Ferté-Imbaut, capitaine des gardes de Philippe de France, duc d'Orléans
  - Hyacinthe Quatrebarbes, marquis de La Rongère, chevalier d'honneur de Madame, duchesse d'Orléans
  - Jean d'Audibret, comte de Lussan, premier gentilhomme de la chambre de M. le prince de Condé

### Douzième promotion (Versailles, 29 mai 1689)
- Prélat :
  - Toussaint Forbin de Janson, cardinal de Janson, évêque et comte de Beauvais, Grand aumônier de France après la mort du cardinal de Coislin, en 1706

### Treizième promotion (Versailles, 2 février 1693)
- Chevalier :
  - Louis-Alexandre de Bourbon, légitimé de France, comte de Toulouse, pair, amiral et Grand veneur de France

### Quatorzième promotion (Versailles, 2 février 1694)
- Prélat :
  - Guillaume-Egon de Fürstenberg, cardinal, évêque et prince de Strasbourg

### Quinzième promotion (Żółkiew, Russie, 13 avril 1694)
- Chevalier :
  - Henri de la Grange, marquis d'Arquien, depuis cardinal

### Seizième promotion (Versailles, 22 mai 1695)
- Chevaliers :
  - Louis de France, duc de Bourgogne, puis Dauphin de Viennois.
  - Philippe de France, duc d'Anjou, depuis roi d'Espagne.

### Dix-septième promotion (Versailles,1erjanvier 1696)
- Prélat :
  - François de Clermont-Tonnerre, évêque et comte de Noyon, pair de France
- Chevaliers :
  - Louis de Guiscard, comte de Neuvy-sur-Loire, marquis de Guiscard-Magny, gouverneur de Sedan et de Namur, lieutenant-général des armées du Roi

### Dix-huitième promotion (Rome, 4 décembre 1696)
- Chevalier :
  - Antonio de Lanti de la Rouère (en), prince romain, duc de Mommars

### Dix-neuvième promotion(Versailles,1erjanvier 1698)
- Prélat :
  - Louis Antoine de Noailles, archevêque de Paris, duc de Saint-Cloud et pair de France, depuis cardinal

### Vingtième promotion (Versailles, 2 février 1699)
- Chevalier :
  - Charles de France, duc de Berri

### Vingt-et-unième promotion (Versailles, 7 juin 1699)
- Chevalier :
  - Guido Vaïni, prince de Cantaloupe, duc de Selci

### Vingt-deuxième promotion (Rome, 19 décembre 1700)
- Chevaliers :
  - Alexandre Sobieski, prince de Pologne.
  - Constantin-Philippe-Vladislas Sobieski, frère du précédent.

### Vingt-troisième promotion (Versailles, 15 mai 1701)
- Prélats :
  - Daniel de Cosnac, archevêque d'Aix, premier aumônier de Monsieur duc d'Orléans.
  - Henri-Charles du Camboust, duc de Coislin, évêque de Metz, premier aumônier du Roi.
- Chevalier :
  - Camille d'Hostun, marquis de la Beaume, duc de Tallard, maréchal de France.

### Vingt-quatrième promotion (Versailles, 2 février 1703)
- Chevalier :
  - Ferdinand, comte de Marchin et du Saint-Empire, marquis de Clermont, maréchal de France.

### Vingt-cinquième promotion (Versailles, 27 mai 1703)
- Chevalier :
  - Charles-Amédée de Broglie, comte de Revel, lieutenant général des armées du Roi.

### Vingt-sixième promotion (Versailles,1erjanvier 1705)
- Prélat :
  - Jean d'Estrées, abbé d'Évron, de Préau et St-claude, ambassadeur en Portugal
- Chevalier :
  - Roger Brulart, marquis de Sillery, vicomte de Puisieux, lieutenant général des armées du Roi, et ambassadeur extraordinaire en Suisse

### Vingt-septième promotion (Versailles, 2 février 1705)
- Chevaliers :
  - Henri, duc d'Harcourt, pair et maréchal de France.
  - Victor Marie d'Estrées, comte, puis duc d'Estrées, pair, vice-amiral et maréchal de France, dit le maréchal de Cœuvres puis le maréchal d'Estrées.
  - Hector de Villars, duc de Villars, pair et maréchal de France, grand d'Espagne de la première classe, chevalier de la Toison d'Or et gouverneur de Provence.
  - Noël Bouton, marquis de Chamilly, maréchal de France, gouverneur de Strasbourg.
  - François-Louis de Rousselet, marquis de Châteaurenaut, vice-amiral et maréchal de France.
  - Sébastien Le Prestre, seigneur de Vauban, maréchal de France, commissaire général des fortifications.
  - Conrad de Rozen, comte de Bolweiller, maréchal de France.
  - Nicolas Auguste de La Baume, marquis de Montrevel, maréchal de France.

### Vingt-huitième promotion (Versailles,1ermars 1705)
- Chevalier :
  - Don Isidore-Juan-Joseph-Domingo de la Cueva et Benavides, marquis de Bedmar, grand d'Espagne, commandant général des Pays-Bas, vice-roi de Sicile

### Vingt-neuvième promotion (Versailles,1erjanvier 1709)
- Chevalier :
  - Louis IV Henri de Bourbon-Condé, duc d'Enghien, prince de Condé, pair et Grand maître de France, gouverneur de Bourgogne.

### Trentième promotion (Versailles,1erjanvier 1711)
- Chevaliers :
  - Louis Armand II de Bourbon-Conti, prince de Conti, pair de France
  - Jacques-Léonor Rouxel, comte de Grancey et baron de Médavi, maréchal de France
  - Léonor-Marie du Maine, comte du Bourg, baron de l'Espinasse, maréchal de France, directeur général de la cavalerie.
  - François-Zénobe-Philippe Albergoti, lieutenant général des armées du Roi
  - Louis-Vincent, marquis de Goësbriant, lieutenant général des armées du Roi

### Trente-et-unième promotion (Versailles, 2 décembre 1712)
- Chevalier :
  - Louis, duc d'Aumont, pair de France, marquis de Piennes, comte de Berzé, etc., premier gentilhomme de la Chambre du Roi et ambassadeur extraordinaire en Angleterre

### Trente-deuxième promotion (Versailles, 7 juin 1713)
- Prélat :
  - Armand Gaston Maximilien, cardinal de Rohan, grand aumônier de France, évêque et prince de Strasbourg

### Sous le règne de Louis XIV, chevaliers nommés et qui sont morts sans avoir été reçus

#### Année 1643
- Roger de Bossost, baron d'Espenan
- Louis Goth, marquis de Rouillac, maréchal des camps et armées du Roi

#### Année 1644
- Jules César Colonna, prince de Carbognano, duc de Bassanello
- Charles Maximilien de Belleforière, marquis de Soyecourt, maréchal des camps et armées du Roi

#### Année 1646
- Rostaing Antoine d'Eure-du-Puis Saint-Martin, seigneur d'Aiguebonne
- Antoine d'Estourmel, premier écuyer de Madame la Duchesse d'Orléans

#### Année 1648
- Vladislas IV, roi de Pologne, chevalier de la Toison d'Or.
- Philippe de La Mothe-Houdancourt, maréchal de France

#### Année 1649
- Antoine de Villeneuve, marquis de Trans
- Dominique Séguier, évêque de Meaux

#### Année 1650
- N. marquis d'Hautefort
- Claude Yves, marquis d'Allègre

#### Année 1651
- Jacques, marquis de Castelnau, maréchal de France
- Roger-Hector de Pardaillan, marquis d'Antin
- Sébastien de Rosmadec, marquis de Molac
- Louis Châlon du Blé, marquis d'Huxelles
- Gabriel de Caumont, comte de Lauzun
- François Sicaire, marquis de Bourdeilles
- Charles-Antoine de Ferrières, marquis de Sauvebeuf
- Jean-Pierre, marquis d'Aubeterre
- Louis de Caillebot, marquis de la Salle
- N. de Barrault
- Isaac de Pas, marquis de Feuquières
- François de Choiseul, marquis de Praslin
- Louis Olivier, marquis de Leuville
- N. d'Aumont
- Henri Bourcier de Barry de Saint-Aulnès
- François de Gontaut de Biron
- Georges Isauré, marquis d'Hervaut
- Philibert de Pompadour, marquis de Laurière
- Jean de Lambert
- Philippe, baron de Meillars.
- Paul-Antoine de Cassagnet, marquis de Fimarcon
- Charles de Monchy, marquis d'Hocquincourt, maréchal de France

#### Année 1652
- N. d'Hauterive
- N. de Souillac de Maumeige
- N. baron de Clairavault
- Louis de Bridieu
- Hilaire de Laval, marquis de Trèves
- Achille de Harlay, marquis de Bréval-Chanvalon
- François Marie de Broglie de Revel
- François de la Béraudière
- Odet de Harcourt, comte de Croisy
- N., marquis de Cauvisson
- Jean-Armand Mitte de Chevrières, marquis de Saint-Chamond
- Nicolas Dauvet, comte Desmarêts, Grand fauconnier de France
- Antoine-François de Lamet

#### Année 1653
- N., marquis du Bec, comte de Moret
- François, comte d'Estain

#### Année 1658
- Jean-Armand du Peyrer, comte de Troisvilles

#### Année 1661
- Abraham de Fabert d'Esternay, maréchal de France, gouverneur de Sedan, nommé chevalier des Ordres du Roi, ne profita point de cet honneur, " n'estant pas dans le cas de faire ses preuves. La lettre dont Sa Majesté l'honora sur l'invincibilité de cet obstacle manifeste la grandeur et la bonté du maître et éternise le mérite du sujet. " (Catalogue des Chevaliers de l'Ordre du Saint-Esprit, p. 306.)

#### Année 1703
- Don Juan-Claro-Alonzo-Perez de Gusman el Bueno, 11e duc de Medina Sidonia
- Don Francisco Casimiro Antonio Alphonso Pimentel de Quinonez de Benavides, XIIe comte de Benavente.
- Don Fabrice de Tolède-Osorio, marquis de Villa-Franca, grand d'Espagne
- Don Juan Francesco Pacheco Gomez de Sandoval, comte de Montalvan, etc.
- Don Louis Emmanuel Ferdinand de Portocarrero, cardinal archevêque de Tolède

#### Année 1708
- Joseph-Emmanuel de la Tremoille de Noirmoustier, cardinal archevêque de Cambray

## Sous Louis XV
Cinquième chef et souverain Grand maître de l'Ordre du Saint-Esprit, Louis XV reçut le collier de l'Ordre le lendemain de son sacre, à Reims, le 27 octobre 1722.

### Première promotion (26 juillet 1717)
faite à Versailles, dont la réception se fit à Madrid :
- Chevaliers :
  - Louis Ier d'Espagne, futur roi d'Espagne, alors prince des Asturies.
  - Rostain Cantelini, duc de Popoli, prince de Pettorano, maître de l'artillerie du royaume de Naples.

### Deuxième promotion (27 octobre 1722)
- Chevaliers :
  - Louis d'Orléans (1703-1752), duc d'Orléans, alors duc de Chartres, premier prince du sang et premier pair de France.
  - Charles de Bourbon-Charolais, comte de Charolais.

### Troisième promotion (3 juin 1724, Versailles)
- Prélats : 

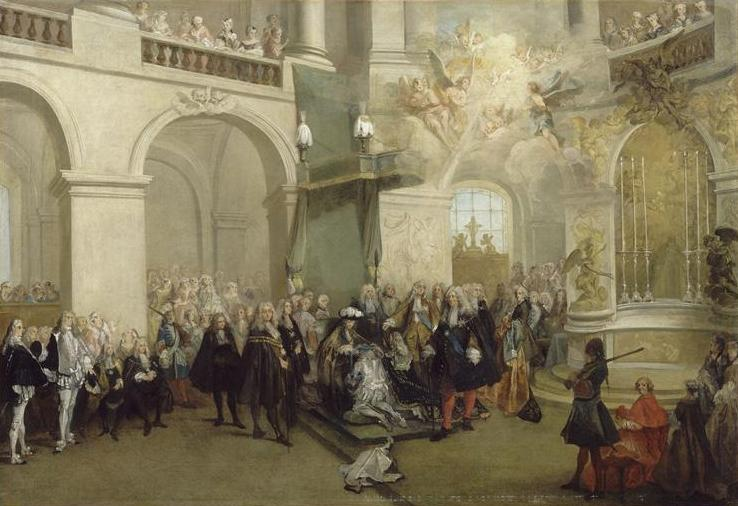
Nicolas Lancret (1690–1743), La remise de l'Ordre du Saint-Esprit dans la chapelle du château de Versailles (3 juin 1724), Musée du Louvre.

  - Henri-Pons de Thiard de Bissy, cardinal-évêque de Meaux.
  - Léon Potier de Gesvres, archevêque de Bourges, puis cardinal, abbé de Saint-Remi de Reims.
  - François Paul de Neufville de Villeroy, archevêque de Lyon, primat des Gaules.
  - Charles Gaspard Guillaume de Vintimille du Luc, archevêque d'Aix, puis de Paris, duc de Saint-Cloud et pair de France.
  - René François de Beauvau du Rivau, archevêque de Narbonne.

- Chevaliers :

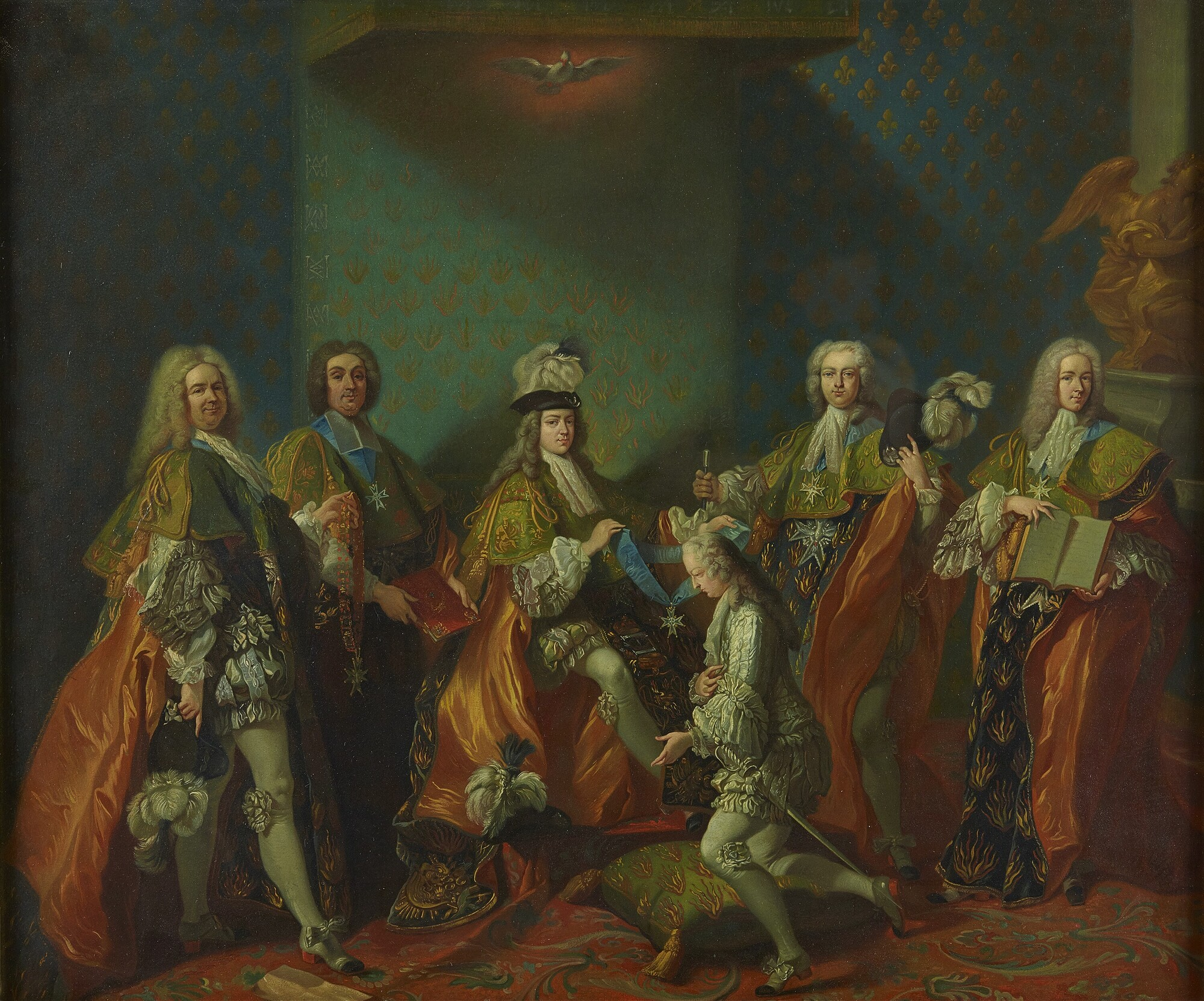
Jean-Baptiste van Loo (1684–1745), Louis XV remettant le cordon de l'ordre du Saint-Esprit au comte de Clermont dans la chapelle de Versailles, 3 juin 1724, Versailles.

  - Louis de Bourbon-Condé (1709-1771), comte de Clermont-en-Argonne.
  - Charles de Lorraine, dit le prince Charles, Grand écuyer de France.
  - Charles-Louis de Lorraine, prince de Mortagne, sire de Pons, lieutenant général des armées du Roi.
  - Jean-Charles de Crussol, duc d'Uzès, premier pair de France, gouverneur de Saintonge et d'Angoumois.
  - Maximilien-Henri de Béthune, duc de Sully, pair de France, prince d'Enrichemont, gouverneur de Mantes.
  - Louis-Antoine de Brancas, duc de Villars, pair de France, comte de Lauragais.
  - François, duc de la Rochefoucauld, pair de France, Grand maître de la garde-robe du Roi.
  - Charles-François-Frédéric de Montmorency-Luxembourg, duc de Piney-Luxembourg, pair de France, gouverneur de Normandie.
  - Louis Nicolas de Neufville de Villeroy, duc de Villeroy, pair de France, capitaine des Gardes du corps.
  - Louis de Rochechouart, duc de Mortemart, pair de France, premier gentilhomme de la Chambre du Roi.
  - Paul-Hippolyte de Beauvilliers, duc de Saint-Aignan, pair de France, premier gentilhomme de la Chambre du Roi et gouverneur du Hâvre-de-Grâce.
  - François-Bernard Potier, duc de Tresme, pair de France, premier gentilhomme de la Chambre du Roi.
  - Adrien Maurice de Noailles, duc de Noailles, pair de France, chevalier de la Toison d'Or, grand d'Espagne de la première classe, capitaine de la première compagnie des Gardes du corps et gouverneur du Roussillon.
  - Armand de Béthune, duc de Charost, pair de France, capitaine des Gardes du corps.
  - Jacques Fitz-James, duc de Berwick, de Fitz-James, de Léria et de Xérica, pair de France et d'Angleterre, grand d'Espagne de la première classe, chevalier des ordres de la Jarretière et de la Toison d'Or, maréchal de France.
  - Louis Antoine de Pardaillan de Gondrin, duc d'Antin, marquis de Montespan, pair de France, gouverneur de l'Orléanais.
  - Louis Auguste d'Albert d'Ailly, duc de Chaulnes, pair de France, capitaine-lieutenant des Chevau-légers de la garde.
  - Marie-Joseph, duc d'Hostun, comte de Tallard, pair de France, gouverneur du comté de Bourgogne.
  - Louis de Brancas, des comtes de Forcalquier, comte de Cereste, dit le marquis de Brancas, grand d'Espagne, chevalier de la Toison d'Or, etc., maréchal de France.
  - Jacques Bazin, seigneur de Bezons, maréchal de France, gouverneur de Cambrai.
  - Pierre de Montesquiou d'Artagnan, maréchal de France, gouverneur des ville et citadelle d'Arras.
  - Louis-Nicolas Le Tellier, marquis de Souvré, maître de la garde-robe du Roi.
  - Louis Sanguin, marquis de Livry, premier maître d'hôtel du Roi.
  - Louis-Jean-Baptiste Goyon de Matignon, dit le comte de Matignon, comte de Gacé, gouverneur du pays d'Aunis.
  - Anne-Jacques de Bullion, marquis de Fervaques, gouverneur du Maine.
  - Charles-François de Vintimille du Luc, des comtes de Marseille, comte du Luc, conseiller d'État d'épée, lieutenant du roi en Provence.
  - Louis de Prie, marquis de Planès, dit le marquis de Prie, ambassadeur à Turin.
  - Louis de Mailly, marquis de Nesle et de Mailly en Boulonois, prince d'Orange.

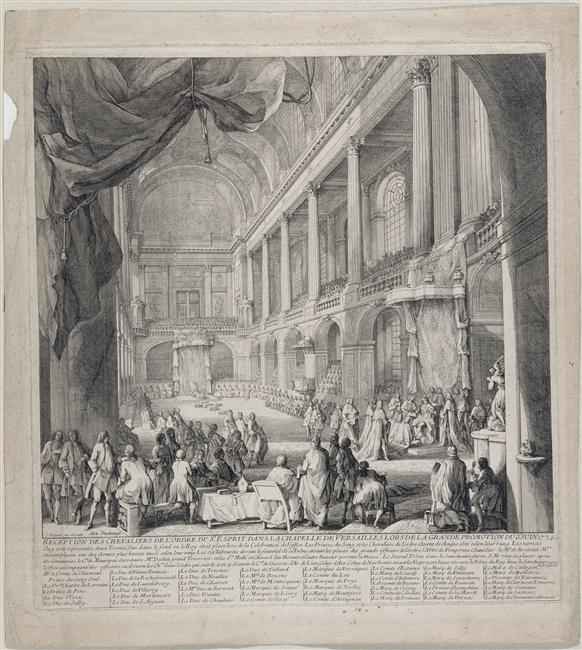
Réception des chevaliers de l'ordre du Saint-Esprit dans la chapelle de Versailles lors de la grande promotion du 3 juin 1724, Jacques Rigaud (ca. 1681-1754), estampe, Musée national des châteaux de Versailles et de Trianon.

- - François-Marie de Hautefort, marquis de Hautefort, de Pompadour et de Sarcelles, lieutenant général des armées du Roi.
  - Joseph de Montesquiou, dit le comte d'Artagnan, lieutenant général des armées du Roi et capitaine-lieutenant de la première compagnie des Mousquetaires.
  - François, comte d'Estaing, marquis de Murole, lieutenant général des armées du Roi.
  - Armand de Madaillan de Lesparre, marquis de Lassay, lieutenant général au gouvernement de Bresse et Bugey.
  - Pierre Bouchard d'Esparbez de Lussan, comte d'Aubeterre, lieutenant général des armées du Roi.
  - Joachim de Montaigu, vicomte de Beaune, marquis de Bouzoles, lieutenant général des armées du Roi et de la province d'Auvergne.
  - François de Franquetot, comte de Coigny, lieutenant général des armées du Roi et colonel-général des dragons, depuis duc de Coigny et maréchal de France.
  - Jean de Montboisier, comte de Canillac, lieutenant général des armées du Roi, capitaine-lieutenant de la seconde compagnie des Mousquetaires et gouverneur des villes et citadelles d'Amiens et de Corbie.
  - Jacques-Joseph Vipart, marquis de Silly, conseiller d'État d'épée, lieutenant général des armées du Roi.
  - Jacques de Cassagnet-Tilladet-Narbonne, marquis de Fimarcon, lieutenant général des armées du Roi et de la province de Roussillon, gouverneur de Mont-Louis.
  - Henri de Saint-Nectaire (en), dit le marquis de Sennecterre, lieutenant général des armées du Roi et ambassadeur en Angleterre.
  - Pierre-Magdeleine de Beauvau, comte de Beauvau, lieutenant général des armées du Roi.
  - Louis de Gand de Mérode de Montmorency, prince d'Isenghien, lieutenant général des armées du Roi.
  - Louis-Pierre Engilbert de la Marck-Bouillon, dit le comte de la Marck, lieutenant général des armées du Roi.
  - César de Saint-Georges, marquis de Coué-Vérac, lieutenant général des armées du Roi et de la province de Poitou.
  - Alain-Emmanuel, marquis de Coëtlogon, maréchal et vice-amiral de France, grand-croix de l'ordre de Saint-Louis.
  - Jean-Baptiste François Desmarets, marquis de Maillebois, maître de la garde-robe du Roi, lieutenant général de Languedoc et gouverneur de Saint-Omer.
  - Charles-Henri Gaspard de Saulx, vicomte de Tavannes, lieutenant général de la province de Bourgogne.
  - Gaspard de Clermont-Tonnerre, marquis de Vauvillars et de Crusy, commissaire général de la cavalerie, depuis maréchal de France.
  - François de Simiane, marquis d'Esparron, premier gentilhomme de la chambre du duc d'Orléans.
  - Joseph-François de la Croix, marquis de Castries, chevalier d'honneur de Madame la duchesse d'Orléans, gouverneur et sénéchal de Montpellier.
  - Pierre-Gaspar, marquis de Clermont-Gallerande, premier écuyer du duc d'Orléans, brigadier des armées du Roi et bailli de Dôle.

### Quatrième promotion (1erjanvier 1725)
- Chevalier :
  - Marie-Thomas-Auguste Goyon, chevalier marquis de Matignon, baron de Briquebec, comte de Gacé, brigadier des armées du Roi.

### Cinquième promotion (1erjanvier 1726)
- Chevalier :
  - Michel Tarlo (Michał Tarło) de Teczin (Tenczyn) et Ozekarzowitz (Szczekarzewice), comte de Melszrin (Melsztyn) et de Zakliczin (Zakliczyn), colonel des gardes de Stanislas roi de Pologne, lieutenant général des armées du Roi.

### Sixième promotion (Versailles, 2 février 1728)
- Chevaliers :
  - Louis Auguste de Bourbon (1700-1755), prince de Dombes, colonel général des Suisses et Grisons.
  - Louis Charles de Bourbon (1701-1775), comte d'Eu, Grand maître de l'artillerie de France.
  - Louis de Rouvroy, duc de Saint-Simon, pair de France, grand d'Espagne de la première classe et ambassadeur extraordinaire en Espagne.
  - Antoine Gaston de Roquelaure, duc de Roquelaure, marquis de Biran, maréchal de France.
  - Yves, marquis d'Alègre et baron de Tourzel, maréchal de France.
  - Louis, comte, puis duc de Gramont, brigadier des armées du Roi, lieutenant-général et colonel du régiment des Gardes françaises.

### Septième promotion(Versailles, 16 mai 1728)
- Chevaliers :
  - Jacques Henri de Lorraine, prince de Lixen, Grand maître de la maison du duc de Lorraine, brigadier des armées du Roi.
  - Alexandre Ier de La Rochefoucauld, duc de la Roche-Guyon, pair de France, Grand maître de la garde-robe du Roi et brigadier de ses armées.
  - Louis-Antoine-Armand, duc de Gramont, pair de France, lieutenant général des armées du Roi, colonel des Gardes françaises.
  - François-Joachim-Bernard Potier, duc de Gesvres, pair de France, premier gentilhomme de la Chambre du Roi.
  - Paul-François de Béthune, duc de Charost, pair de France, capitaine des Gardes du corps du Roi et lieutenant général en ses armées.
  - François, duc d'Harcourt, pair de France, capitaine des Gardes du corps du Roi et son lieutenant général au comté de Bourgogne.
  - Réné Mans, sire de Froulai, comte de Tessé, grand d'Espagne, lieutenant général des armées du Roi, premier écuyer de la Reine.
  - Louis Armand de Brichanteau, marquis de Nangis, lieutenant-général des armées du Roi, chevalier d'honneur de la Reine.

### Huitième promotion (Versailles,1erjanvier 1729)
- Chevalier :
  - Louis François Armand de Vignerot du Plessis, duc de Richelieu et de Fronsac, premier gentilhomme de la Chambre du Roi, pair et maréchal de France.

### Neuvième promotion (Séville, Espagne, 25 avril 1729)
- Chevaliers :
  - Ferdinand, prince des Asturies, fils de Philippe de France, duc d'Anjou puis roi d'Espagne.
  - Charles, infant d'Espagne, duc de Parme et de Plaisance, prince héréditaire de Toscane, roi des Deux-Siciles en 1735 et roi d'Espagne en 1759.
  - Joseph-Marie Tellez-Giron, VIIe duc d'Ossone, grand d'Espagne de la première classe, ambassadeur extraordinaire en France.
  - Manuel-Dominique de Benavides, d'Arragon-la-Cueva-Biedma-d'Avila-Corella, Xe comte de Sant-Istevan, grand d'Espagne, plénipotentiaire d'Espagne au congrès de Cambrai.
  - Alonzo-Manrique de Solis et de Vivero, duc del Arco, grand d'Espagne, chevalier de la Toison-d'Or, grand et premier écuyer du roi d'Espagne.
  - Antoine-Michel-Joseph-Nicolas-Louis-François-Gaspard Giudice et Papacoda, troisième duc de Jovenazzo, prince de Cellamare, grand d'Espagne, chevalier de l'ordre de Saint-Jacques, gouverneur et capitaine général de la Vieille Castille, grand écuyer de la reine d'Espagne, ambassadeur extraordinaire en France.

### Dixième promotion (Versailles, 2 février 1731)
- Chevaliers :
  - Charles-Eugène, duc de Lévis et pair de France, comte de Charlus et de Saignes, lieutenant général des armées du Roi.
  - Christian Louis de Montmorency-Luxembourg, prince de Tingry, comte souverain de Luxe, lieutenant général des armées du Roi.
  - Alexandre-Magdeleine-Rosalie de Châtillon, baron d'Argenton, dit le comte de Châtillon, grand bailli d'Haguenau, lieutenant général des armées du Roi.
  - Henri-Camille, marquis de Beringhen, de Châteauneuf et d'Uxelles, premier écuyer du Roi.

### Onzième promotion (Versailles, 13 mai 1731)
- Chevaliers:
  - Jean-Baptiste de Durfort, duc de Duras, comte de Rozan, baron de Pujols, lieutenant général des armées du Roi et plus tard maréchal de France.
  - François-Marie de Broglie, comte de Revel, baron de Ferrières, depuis duc de Broglie et maréchal de France.
  - Philippe Charles de La Fare, marquis de la Fare, chevalier de l'ordre de la Toison-d'Or, maréchal des camps et armées du Roi, lieutenant général en la province de Languedoc.

### Douzième promotion (Versailles,1erjanvier 1733)
- Prélat:
  - Melchior de Polignac, cardinal prêtre du titre de Sainte-Marie des Anges aux Thermes de Dioclétien, archevêque d'Auch.
- Chevalier:
  - Louis François de Bourbon-Conti, prince de Conti, duc de Mercœur, pair de France.

### Treizième promotion (Versailles, 24 mai 1733)
- Prélats :
  - Armand Pierre de La Croix de Castries, archevêque d'Albi.
  - Henri Oswald de La Tour d'Auvergne, des ducs de Bouillon, archevêque de Vienne, premier aumônier du Roi et plus tard cardinal.

### Quatorzième promotion (Versailles,1erjanvier 1735)
- Chevalier :
  - Charles Louis Auguste Fouquet de Belle-Isle, comte de Gisors, prince du Saint-Empire, chevalier de la Toison-d'Or, maréchal de France et ministre de la Guerre.

### Quinzième promotion (Madrid, Espagne, 22 mars 1736)
- Chevaliers :
  - Philippe, infant d'Espagne, plus tard duc de Parme et de Plaisance.
  - Alvarez-Antoine de Bazan-Benavidez, marquis de Santa-Cruz, grand d'Espagne, chevalier de la Toison-d'Or, etc.

### Seizième promotion (Versailles, 20 mai 1736)
- Chevalier :
  - Jean-Hercules de Rosset, marquis de Rocozel, baron de Pérignan, depuis duc de Fleury et pair de France.

### Dix-septième promotion (Versailles, 2 février 1737)
- Chevaliers :
  - Francois-Louis de Neufville, duc de Villeroy, pair de France, capitaine des Gardes du corps.
  - Charles-Armand-Dominique de Gontault, duc de Biron, pair et maréchal de France.
  - François-Maximilien, comte de Teczin, duc Ossolinski, prince de l'Empire, ci-devant Grand trésorier de Pologne.
  - Antoine-Félix, marquis de Monti, lieutenant général des armées du Roi, ambassadeur extraordinaire en Pologne.

### Dix-huitième promotion (Rome, 15 septembre 1737)
- Chevalier :

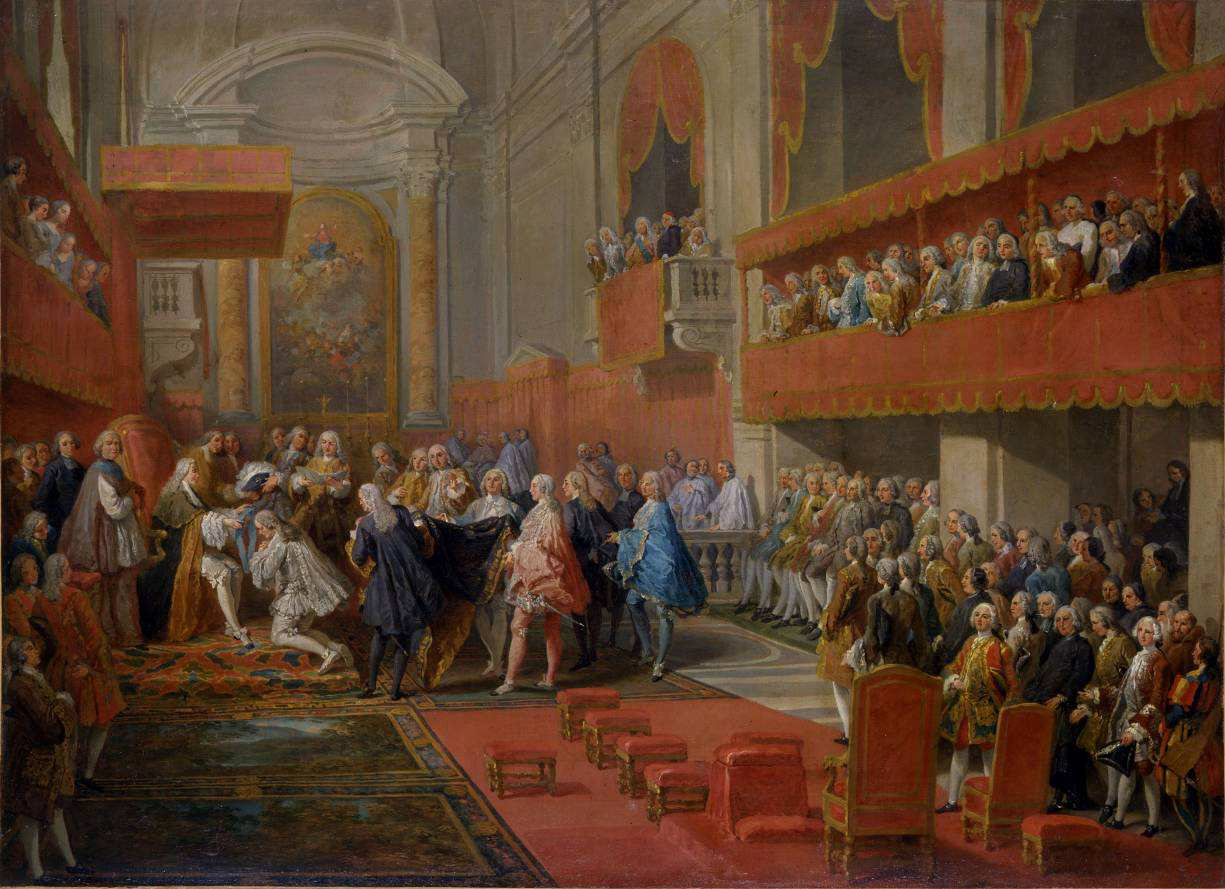
La Remise de l'ordre du Saint-Esprit au prince Vaini par le duc de Saint-Aignan en l'église Saint-Louis-des-Français, le 15 septembre 1737, Giovanni Paolo Pannini (1692–1765), vers 1745, Musée des beaux-arts de Caen.

  - Jerôme Vaini, prince de Cantaloupe, duc de Selci.

### Dix-neuvième promotion (Versailles, 17 mai 1739)
- Chevaliers :
  - Jacques François de Chastenet de Puységur, comte de Chessy, maréchal de France.
  - Claude-Théophile de Béziade, marquis d'Avarey-sur-Loire, lieutenant général des armées du Roi, gouverneur des ville et château de Péronne.
  - Louis de Regnier, marquis de Guerchy, lieutenant général des armées du Roi.
  - Antoine de la Font, marquis de Savine, lieutenant général des armées du Roi et directeur général de la cavalerie.
  - François de Bricqueville, comte de la Luzerne, seigneur de Monfreville, lieutenant général des armées du Roi, vice-amiral du Ponant.
  - Louis-Dominique de Cambis, marquis de Cambis-Velleron, lieutenant général des armées du Roi, ambassadeur en Angleterre.
  - Jacques de Monceaux d'Auxy, marquis d'Auxy, colonel du Régiment Royal-Comtois.

### Vingtième promotion (Versailles le1erjanvier 1740)
- Chevalier :
  - Jacques-Manuel-Michel de Guzman Spinola d'Avalos Palavicin-Santillan et Mezin, marquis de la Mina, chevalier de la Toison d'Or, ambassadeur du Roi d'Espagne auprès du Roi de France.

### Vingt-et-unième promotion (Versailles, 2 février 1740)
- Chevalier :
  - Gabriel-Jacques de Salignac de la Mothe-Fenélon, marquis de Fenélon, lieutenant général des armées du Roi, ambassadeur en Hollande.

### Vingt-deuxième promotion (Versailles, 5 juin 1740)
- Chevalier :
  - Louis Philippe d'Orléans (1725-1785), alors duc de Chartres, depuis duc d'Orléans, premier prince du sang et en cette qualité premier pair de France.

### Vingt-troisième promotion (Versailles, 2 février 1741)
- Chevalier :
  - Gaston-Charles-Pierre de Lévis de Lomagne, marquis de Mirepoix, maréchal-héréditaire de la Foi, depuis maréchal de France et capitaine des Gardes du corps.

### Vingt-quatrième promotion (Versailles, 2 février 1742)
- Prélats :
  - Frédéric Jérôme de La Rochefoucauld de Roye (1701-1757), archevêque de Bourges, qui fut ensuite cardinal et Grand aumônier de France.
  - Gilbert de Montmorin de Saint-Herem, évêque duc de Langres, pair de France.
- Chevalier :
  - Louis Jean Marie de Bourbon, duc de Penthièvre, amiral de France et Grand veneur.

### Vingt-cinquième promotion (Fontainebleau, 13 mai 1742)
- Prélat :
  - Jean-Louis Des Balbes de Berton de Crillon, archevêque et primat de Narbonne.
- Chevalier :
  - Louis de France (1729-1765), dauphin de Viennois, fils unique du Roi et présomptif héritier de la couronne.

### Vingt-sixième promotion (Versailles,1erjanvier 1743)
- Prélat :
  - Pierre Guérin de Tencin, cardinal, archevêque comte de Lyon, primat des Gaules, ministre d'État.

### Vingt-septième promotion (Versailles, 2 juin 1743)
- Chevalier :
  - Jean de Gassion, chevalier marquis de Gassion et d'Alluye, lieutenant général des armées du Roi.

### Vingt-huitième promotion (Versailles,1erjanvier 1744)
- Chevaliers :
  - Jean-Paul-Thimoléon de Cossé, duc de Brissac, pair et Grand panetier de France.
  - Charles-François-Frédéric de Montmorency-Luxembourg, duc de Luxembourg, de Piney et de Montmorency, pair et maréchal de France, capitaine des Gardes du corps.
  - Joseph Marie de Boufflers, duc de Boufflers, pair de France, lieutenant général pour le Roi des provinces de Flandre et de Hainault.
  - Louis Charles, marquis de La Mothe-Houdancourt, grand d'Espagne de la première classe, chevalier d'honneur de la Reine, depuis maréchal de France.
  - Louis-Antoine de Gontaut de Biron, duc de Biron, pair et maréchal de France.
  - Daniel-François, comte de Gélas de Voisins d'Ambres, dit le comte de Lautrec, lieutenant général des armées du Roi, inspecteur général de l'infanterie, depuis maréchal de France.
  - Jean-Antoine-François de Franquetot, comte de Coigny, colonel général des dragons.

### Vingt-neuvième promotion (Versailles, 6 janvier 1745)
- Prélat :
  - Armand de Rohan, cardinal de Soubise, évêque et prince de Strasbourg, Grand aumônier de France.

### Trentième promotion (Versailles, 2 février 1745)
- Chevaliers :
  - Louis-Marie-Augustin d'Aumont, duc d'Aumont, pair de France, premier gentilhomme de la Chambre du Roi, depuis lieutenant général des armées du Roi et gouverneur du Boulonnais.
  - Guy Michel de Durfort de Lorges, duc de Randan, lieutenant général es armées du Roi.
  - Charles-Louis de Montsaulnin, comte de Montal, lieutenant général des armées du Roi.
  - Jean-Charles de Sennectaire ou Sennetaire, chevalier-marquis de Sennectaire et Brinon, lieutenant général des armées du Roi, depuis maréchal de France.
  - Henri-Louis de Choiseul, marquis de Meuze, lieutenant général des armées du Roi.
  - Henri-Charles de Saulx, comte de Tavannes, marquis de Trichâteau, lieutenant général pour le Roi en Bourgogne.

### Trente-et-unième promotion (Versailles,1erjanvier 1746)
- Chevalier :
  - Louis Riggio Saladino-Branciforti-Colonna, prince de Campo-Florido, grand d'Espagne de la première classe, capitaine général des gardes de Sa Majesté catholique, ambassadeur en France.

### Trente-deuxième promotion (Versailles, 2 février 1746)
- Prélat :
  - Louis-Jacques Chapt de Rastignac, archevêque de Tours.
- Chevaliers :
  - Nicolas-Joseph-Balthasar de Langlade, vicomte du Chayla, lieutenant général des armées du Roi, directeur général de la cavalerie.
  - Ulrich Frédéric Woldemar de Lowendal, lieutenant général des armées du Roi, maréchal de France.
  - Pierre de Bérenger, comte de Charmes et du Gua, lieutenant général des armées du Roi.
  - Louis Charles César Le Tellier, comte d'Estrées, baron de Montmirail, inspecteur général de la cavalerie, lieutenant général des armées du Roi et depuis maréchal de France.
  - Claude Annet d'Apchier, dit le comte d'Apchier, lieutenant général des armées du Roi.

### Trente-troisième promotion (Versailles,1erjanvier 1747)
- Chevaliers :
  - Charles O'Brien, comte de Thomond, vicomte de Clare, pair du royaume d'Irlande, lieutenant général des armées du Roi, depuis maréchal de France.
  - Jacques-François Milano Franco-Arragon, deuxième prince d'Ardore et du Saint-Empire, gentilhomme de la chambre du Roi des Deux-Siciles et son ambassadeur en France.

### Trente-quatrième promotion (Versailles,1erjanvier 1748)
- Prélats :
  - Christophe de Beaumont du Repaire, archevêque de Paris, duc de Saint-Cloud et pair de France.
  - Nicolas de Saulx-Tavannes, archevêque de Rouen, pair de France, depuis cardinal et grand aumônier de France.
  - Abraham-Louis de Harcourt, marquis de Beuvron, abbé de N.-D. de Signy et Saint-Taurin, ancien doyen de l'église de Paris.

### Trente-cinquième promotion (Versailles, 2 février 1748)
- Chevaliers :
  - Charles-Philippe d'Albert, duc de Luynes, comte de Tours et de Montfort-l'Amaury, pair de France.
  - Jean-Hector de Fay, marquis de La Tour-Maubourg, lieutenant général des armées du Roi, inspecteur général de l'infanterie, depuis maréchal de France.
  - François de Bulkeley, dit le comte de Bulkeley, lieutenant général des armées du Roi.
  - Henri François, comte de Ségur, lieutenant général des armées du Roi, inspecteur général de la cavalerie et des dragons.
  - Louis Philogène Brûlart de Sillery, marquis de Puissieux et de Sillery, secrétaire d'État aux Affaires étrangères.

### Trente-sixième promotion (Versailles,1erjanvier 1749)
- Chevalier :
  - Alphonse-Marie-Louis, comte de Saint-Séverin d'Arragon, ministre plénipotentiaire du Roi aux conférences d'Aix-la-Chapelle.

### Trente-septième promotion (Versailles, 2 février 1749)
- Chevaliers :
  - Louis de Noailles, duc d'Ayen, marquis de Maintenon, maréchal de France, capitaine de la première compagnie des Gardes du corps du Roi, gouverneur du Roussillon.
  - Louis-Armand-François de La Rochefoucauld, duc d'Estissac, grand maître de la Garde-robe du Roi.
  - François-Marie de Villers la Faye, comte de Vaulgrenant, ministre plénipotentiaire à Dresde, ambassadeur extraordinaire près le roi d'Espagne.

### Trente-huitième promotion (Versailles, 25 mai 1749)
- Chevaliers :
  - Louis César de La Baume Le Blanc, duc de La Vallière, pair et Grand fauconnier de France.
  - Charles-François, marquis de Sassenage, chevalier d'honneur de madame la Dauphine.
  - Louis, comte de Mailly, lieutenant général des armées du Roi, premier écuyer de madame la Dauphine.
  - Anne-Léon, baron de Montmorency, chef des noms et armes de sa maison, lieutenant général des armées du Roi.
  - Louis de Talaru, marquis de Chalmazel, premier-maître d'hôtel de la Reine.
  - François-Louis Le Tellier, comte de Rebellac, marquis de Souvré et de Louvois, lieutenant général des armées du Roi.

### Trente-neuvième promotion (Versailles, 17 mai 1750)
- Chevalier :
  - Louis François Joseph de Bourbon-Conti, prince de Conti, comte de la Marche.

### Quarantième promotion (Versailles, 2 février 1751)
- Chevalier :
  - Michel Ferdinand d'Albert d'Ailly, duc de Chaulnes, pair de France, lieutenant général des armées du Roi, gouverneur de Picardie et Artois.

### Quarante-et-unième promotion (Versailles, 2 février 1752)
- Chevalier :
  - Louis V Joseph de Bourbon-Condé, prince de Condé.

### Quarante-deuxième promotion (Versailles, 21 mai 1752)
- Chevaliers :
  - Louis-Charles de Lorraine, comte de Brionne et de Charny, Grand écuyer de France.
  - Louis-Jules Mancini-Mazarini, duc de Nivernois, pair de France, grand d'Espagne de la première classe, ambassadeur extraordinaire à Rome.

### Quarante-troisième promotion (Versailles,1erjanvier 1753)
- Chevalier :
  - Emmanuel Dieudonné de Hautefort, marquis de Hautefort et de Sarcelles, comte de Montignac, maréchal des camps et armées du Roi, ambassadeur extraordinaire auprès de l'Empereur.

### Quarante-quatrième promotion (Versailles, 2 février 1753)
- Chevaliers :
  - André-Hercule de Rosset, duc de Fleury, pair de France, lieutenant général des armées du Roi, premier gentilhomme de la Chambre de Sa Majesté.
  - Bufile-Hyacinthe-Toussaint de Brancas, des comtes de Forcalquier, comte de Céreste.
  - Paul Gallucio de l'Hospital, marquis de Châteauneuf-sur-Cher, lieutenant général des armées du Roi, son ambassadeur extraordinaire à Saint-Pétersbourg, inspecteur général de la cavalerie et des dragons, premier écuyer de Madame Adélaïde de France.
  - Antoine-Paul-Jacques de Quélen, prince de Carency, comte de la Vauguyon, lieutenant général des armées du Roi, gouverneur des enfants de France, premier gentilhomme de la Chambre du Roi, Grand maître de sa garde robe.
  - Louis de Conflans, marquis d'Armentières, maréchal de France.
  - Pierre-Emmanuel, marquis de Crussol, maréchal des camps et armées du Roi, son ministre plénipotentiaire à Parme.

### Quarante-cinquième promotion (Versailles, 10 juin 1753)
- Prélats :
  - Charles Antoine de La Roche-Aymon, archevêque de Narbonne, puis de Reims, et, en cette qualité, premier pair ecclésiastique, Grand aumônier de France et cardinal, chargé de la feuille des bénéfices.
  - Louis Constantin de Rohan, évêque prince de Strasbourg, cardinal.
  - François-Claude de Beaufort-Montboissier-Canillac, auditeur de la cour de Rote, à Rome.

### Quarante-sixième promotion (Versailles, 2 février 1756)
- Chevaliers :
  - Camille-Louis de Lorraine, dit le prince Camille, sire de Pons, prince de Mortagne, etc., maréchal des camps et armées du Roi, depuis lieutenant général.
  - Anne-Pierre, duc d'Harcourt, pair et maréchal de France, lieutenant général de la province de Normandie.
  - Charles de Fitz-James, duc de Fitz-James-Warti, pair de France, lieutenant général des armées du Roi.
  - Emmanuel Armand de Vignerot du Plessis, duc d'Aiguillon, pair de France, lieutenant général des armées du Roi, commandant en chef en Bretagne, ministre et secrétaire d'État aux départements des Affaires étrangères et de la Guerre.

### Quarante-septième promotion (Versailles, 6 juin 1756)
- Chevaliers :
  - Jacques-Antoine, comte de S. Vital et de Fontanellato, marquis de Belleforte, etc., chevalier d'honneur de l'infante duchesse de Parme.
  - Joseph-Alexandre, des ducs de Prusse Jablonouski, prince de l'Empire, palatin général de Novogorod, grand sénéchal du duché de Lituanie.

### Quarante-huitième promotion (Versailles,1erjanvier 1757)
- Chevalier :
  - François, des comtes de Baschi, comte de Baschi-Saint-Estève, ambassadeur du roi de France auprès du roi de Portugal.

### Quarante-neuvième promotion (Versailles, 2 février 1757)
- Chevaliers :
  - Charles Juste de Beauvau-Craon, prince du Saint-Empire, grand d'Espagne de la première classe, capitaine des Gardes du corps, maréchal des camps et armées du Roi.
  - Charles-Antoine-Armand de Gontault-Biron, duc de Gontault, lieutenant général des armées du Roi.
  - Yves Marie Desmarets de Maillebois, dit le comte de Maillebois, maître de la garde-robe du Roi, lieutenant général de ses armées et de la province de Languedoc.
  - Armand, marquis de Béthune et de Chabris, mestre de camp général de la cavalerie légère de France, depuis colonel général de la même cavalerie.
  - Joseph-Henri d'Esparbès-de-Lussan-Bouchard, marquis d'Aubeterre, maréchal des camps et armées du Roi, ambassadeur en Espagne.
  - Charles-François de Broglie, dit le comte de Broglie, ambassadeur extraordinaire près le Roi et la république de Pologne, premier colonel attaché aux grenadiers de France.

### Cinquantième promotion (Versailles, 29 mai 1757)
- Chevalier :
  - Étienne François de Choiseul, duc de Choiseul, pair de France, maréchal des camps et armées du roi, ambassadeur extraordinaire à Rome et à Vienne, ministre des Affaires étrangères.

### Cinquante-et-unième promotion (Versailles, 14 mai 1758)
- Prélat :
  - François-Joachim de Pierre de Bernis, cardinal, archevêque d'Albi, ministre des Affaires étrangères.

### Cinquante-deuxième promotion (Versailles,1erjanvier 1759)
- Prélat :
  - Paul d'Albert de Luynes, cardinal, archevêque de Sens, primat des Gaules et de la Germanie.

### Cinquante-troisième promotion (Versailles, 2 février 1759)
- Prélat :
  - Étienne-René Potier de Gesvres, cardinal, évêque comte de Beauvais, pair de France.
- Chevaliers :
  - Marie-Charles-Louis d'Albert, duc de Luynes et de Chevreuse, pair de France, colonel général des dragons, gouverneur et lieutenant général pour le Roi de la ville, prévôté et vicomté de Paris.
  - Louis Georges Érasme de Contades, marquis de Contades, seigneur de la Verne, de Montgeoffroy et de La Roche-Thibaut, Colonel du régiment de Flandres infanterie, Brigadier des armées du roi, Maréchal de camp, lieutenant général, puis inspecteur général de l'infanterie en 1745, Maréchal de France en 1758, chevalier des ordres du Roy et gouverneur de la ville de Strasbourg.
  - Louis-Robert Malet de Graville, dit comte de Graville, comte de Chamilly, lieutenant général des armées du Roi, inspecteur général de la cavalerie et des dragons, commandant en chef dans la province de Roussillon, Conflans et Cerdagne.
  - François Charles, comte de Rochechouart, marquis de Faudoas, lieutenant général des armées du Roi, gouverneur d'Orléans et de l'Orléanais, ministre plénipotentiaire près l'infant Don Philippe, duc de Parme.
  - Claude-Louis-François Regnier, comte de Guerchy, lieutenant général des armées du Roi.
  - Emmanuel de Croÿ, prince du Saint-Empire, maréchal des camps et armées du Roi, commandant pour le Roi en Artois, Picardie, Calaisis et Boulonnais.
  - Hyacinthe Gaëtan de Lannion, dit comte de Lannion, baron de Malestroit, pair de Bretagne, président-né des États de Bretagne, gouverneur et lieutenant général pour l'île de Minorque.

### Cinquante-quatrième promotion (18 mai 1760)
- Chevalier :
  - Don Charles Antoine de Bourbon, prince des Asturies, fils aîné du roi d'Espagne Charles III, futur Charles IV.

### Cinquante-cinquième promotion (21 juillet 1760)
- Chevalier :
  - Don Louis-Antoine-Jacques, infant d'Espagne, fils du feu roi d'Espagne Philippe V et d'Élisabeth Farnèse.

### Cinquante-sixième promotion (22 juillet 1760)
- Chevaliers :
  - Philippe Portocarrero, comte de Montijo, gentilhomme de la chambre du roi d'Espagne.
  - Ferdinand de Silva Alvarez de Tolède, duc d'Albe.

### Cinquante-septième promotion (8 septembre 1760)
- Chevalier :
  - Ferdinand IV, roi des Deux-Siciles.

### Cinquante-huitième promotion (Versailles, 10 mai 1761)
- Prélat :
  - Louis Sextius Jarente de La Bruyère, évêque d'Orléans.

### Cinquante-neuvième promotion (Versailles,1erjanvier 1762)
- Chevalier :
  - César Gabriel de Choiseul-Praslin, duc de Praslin, pair de France, ambassadeur près l'Empereur germanique, ministre des Affaires étrangères.

### Soixantième promotion (Versailles, 2 février 1762)
- Chevaliers :
  - Victor-François, duc de Broglie, maréchal de France.
  - Paul-Jérôme, duc de Grimaldi, ambassadeur extraordinaire du roi d'Espagne auprès du roi de France.

### Soixante-et-unième promotion (Versailles, 30 mai 1762)
- Prélat :
  - Jean-François-Joseph de Rochechouart, évêque duc de Laon, et, en cette qualité, second pair ecclésiastique du royaume, cardinal.
- Chevaliers :
  - Louis Philippe d'Orléans, duc de Chartres.
  - Charles Eugène Gabriel de La Croix de Castries, marquis de Castries, maréchal de France, ministre et secrétaire d'État au département de la Marine, commandant général et inspecteur du corps de la gendarmerie.

### Soixante-deuxième promotion (25 août 1762)
- Chevalier :
  - Don Ferdinand, infant d'Espagne, prince héréditaire de Parme, futur duc de Parme.

### Soixante-troisième promotion (Versailles, 2 février 1763)
- Chevalier :
  - Louis Alexandre de Bourbon, prince de Lamballe.

### Soixante-quatrième promotion (Versailles, 2 février 1764)
- Chevaliers :
  - Charles-Gaspar-Michel, comte de Saulx-Tavannes, lieutenant général des armées du Roi, lieutenant général au gouvernement du duché de Bourgogne, chevalier d'honneur de la Reine.
  - Louis Nicolas Victor de Félix d'Ollières, comte du Muy, maréchal de France, ministre et secrétaire d'État au département de la Guerre.

### Soixante-cinquième promotion (Versailles, 10 juin 1764)
- Chevalier :
  - Louis-Marie-Florent de Lomont, duc du Châtelet, ambassadeur près l'Empereur germanique et l'Impératrice-Reine.

### Soixante-sixième promotion (Versailles,1erjanvier 1767)
- Chevalier :
  - Charles Henri, comte d'Estaing, vice-amiral de France, lieutenant général des armées du Roi.

### Soixante-septième promotion (2 février 1767)
- Chevaliers :
  - Louis-Auguste, Dauphin de France, futur roi de France (Louis XVI).
  - Louis-Stanislas-Xavier de France, comte de Provence, futur roi de France (Louis XVIII).
  - Emmanuel-Félicité de Durfort, duc de Duras, pair et maréchal de France, premier, gentilhomme de la Chambre du Roi.
  - Joachim-Athanase Pignatelli d'Aragon, comte de Fuentes, grand d'Espagne de première classe, ambassadeur du roi d'Espagne auprès du roi de France.

### Soixante-huitième promotion (Versailles, 7 juin 1767)
- Chevaliers :
  - Philippe de Noailles, duc de Mouchy, maréchal de France, grand d'Espagne de première classe.
  - Gabriel-Marie de Talleyrand, comte de Périgord, grand d'Espagne de première classe, maréchal des camps et armées du Roi, gouverneur et lieutenant général de la province du Haut et Bas Berry.
  - Louis-Paul, marquis de Brancas, grand d'Espagne de première classe, lieutenant général des armées du Roi, lieutenant général au gouvernement de Provence.
  - Claude Guillaume Testu de Balincourt, marquis de Balincourt, maréchal de France.
  - Charles-François-Christian de Montmorency-Luxembourg, prince de Tingry, lieutenant général des armées du Roi, capitaine des Gardes du corps du Roi.
  - Charles-Léonard de Baylens, marquis de Poyanne, lieutenant général des armées du Roi, mestre-de-camp, inspecteur et commandant du corps des carabiniers.
  - Emmanuel-Louis-Auguste, comte de Pons-Saint-Maurice, lieutenant général des armées du Roi, premier gentilhomme du duc d'Orléans.
  - Philippe Henri de Ségur, marquis de Ségur, depuis maréchal de France et secrétaire d'État à la Guerre.

### Soixante-neuvième promotion (1erjanvier 1768)
- Chevalier :
  - Jules-César Barberini, prince de Palestrina.

### Soixante-dixième promotion (22 mai 1768)
- Chevalier :
  - Don François-Xavier, infant d'Espagne.

### Soixante-et-onzième promotion (Versailles,1erjanvier 1771)
- Prélat :
  - Jean-Joseph Chapelle de Jumillac-Saint-Jean, archevêque d'Arles.
- Chevalier :
  - Charles-Philippe de France, comte d'Artois, futur roi de France (Charles X).

### Soixante-douzième promotion (Versailles,1erjanvier 1773)
- Chevaliers :
  - Louis VI Henri de Bourbon-Condé, duc de Bourbon.
  - Gabriel Louis François de Neufville de Villeroy, duc de Villeroy et de Retz, pair de France, capitaine de la première compagnie française des Gardes du corps du Roi, lieutenant général de ses armées, gouverneur de la ville de Lyon, des provinces de Lyonnais, Forez et Beaujolais.
  - Louis Potier de Gesvres, duc de Tresmes, pair de France, lieutenant général des armées du Roi, gouverneur et lieutenant général de la province de l'Île-de-France.
  - Jean-Baptiste Joachim Colbert, marquis de Croissy, lieutenant général des armées du Roi.
  - Louis II du Bouchet de Sourches, marquis de Sourches, lieutenant général des armées du Roi, grand prévôt de France.
  - Jean-Baptiste-François, marquis de Montmorin de Saint-Hérem, lieutenant général des armées du Roi.

### Sous le règne de Louis XV, prélats et chevaliers nommés et qui sont morts sans avoir été reçus

#### Année 1724
- Prélat : 
  - Philippe-Antoine Gualterio, cardinal, nonce apostolique en France.
- Chevaliers : 
  - Antoine Grimaldi, prince de Monaco, duc de Valentinois, pair de France.
  - Charles Auguste de Goyon de Matignon, maréchal de France (attendu son grand âge, le Roi nomma à sa place le marquis de Matignon son fils, qui fut reçu le 1er janvier 1725).
  - Le comte d'Altamira.
  - François-Marie Spinola, duc de Saint-Pierre, grand d'Espagne.

#### Année 1725
- Stanislas Leszczyński, roi de Pologne, duc de Lorraine.

#### Année 1731
- Conrad-Alexandre, comte de Rottembourg.

#### Année 1745
- François Marie d'Este-Modène, duc de Modène.

#### Année 1746
- Christophe Portocarrero, cinquième comte de Montijo, grand d'Espagne, maréchal de Castille, etc.
- Annibal Déodat, marquis de Scotti.

#### Année 1748
- Anne-Louis de Thiard, marquis de Bissy, mestre-de-camp général de la cavalerie, nommé chevalier des Ordres du Roi dans un chapitre extraordinaire tenu par Sa Majesté à Choisy, le 4 mai 1748. Cette nomination se trouva annulée parce que le général était mort la veille des blessures qu'il avait reçues au siège de Maëstricht, mais un brevet fut expédié le 17 mai 1750, en faveur de la famille, pour lui permettre de joindre les honneurs de l'Ordre à ses armoiries.

#### Année 1749
- Marc-Antoine Front de Beaupoil de Saint-Aulaire, marquis de Lanmary, etc., ambassadeur en Suède. Le marquis de Saint-Aulaire, qui avait été nommé le 1er janvier 1749, étant mort à Stockholm avant le rapport de ses preuves, ses héritiers obtinrent, le 25 mai de la même année, un brevet qui leur permit de joindre les honneurs de l'Ordre aux armoiries de la famille.
- Ferdinand de Silva Alvares de Tolède, etc., duc d'Huescar, etc.

#### Année 1750
- Stanislas-Prusse Jablonowski, prince du Saint-Empire, palatin de Rava, etc.

#### Année 1756
- Louis-Eugène, prince de Wurtemberg.

#### Année 1761
- Don Gabriel, infant d'Espagne.

#### Année 1767
- Charles Henri, comte d'Estaing, vice-amiral de France, lieutenant général des armées du Roi.
- Don Antonio, infant d'Espagne

#### Année 1768
- Jules-César Barberini, prince de Palestrina.
- Don François-Xavier, infant d'Espagne.

## Sous Louis XVI

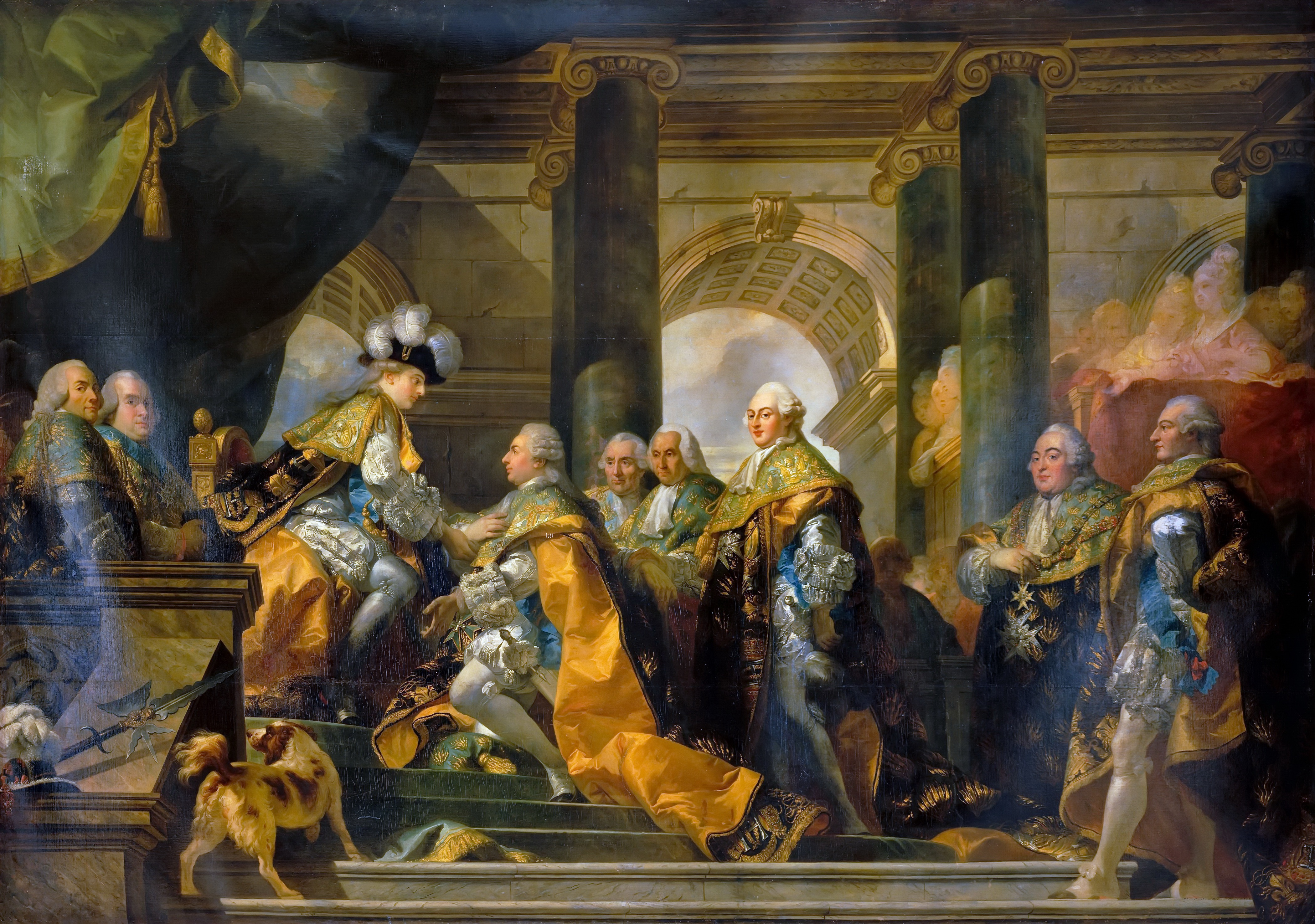
Louis XVI reçoit à Reims les hommages des chevaliers du Saint-Esprit, 13 juin 1775, Gabriel-François Doyen (1726–1806), vers 1775, Musée national des châteaux de Versailles et de Trianon.

Sixième chef et souverain Grand maître de l'ordre du Saint-Esprit, Louis XVI reçut le collier de l'Ordre le 2 février 1767, sept ans avant son sacre.

### Première promotion (Versailles,1erjanvier 1776)
- Chevaliers :
  - Jean-Louis Roger de Rochechouart, marquis de Rochechouart.
  - Antoine Louis François de La Roche-Aymon, marquis de La Roche-Aymon.
  - Charles-Daniel de Talleyrand-Périgord, comte de Talleyrand.
  - Jean François de La Rochefoucauld, vicomte de La Rochefoucauld, marquis de Surgères, seigneur de Doudeauville.
  - Jean François de Talaru, vicomte de Talaru, seigneur de Montpeyroux.
- Commandeurs :
  - Jean-Gilles du Coëtlosquet, évêque de Limoges.
  - Arthur Richard Dillon, évêque d'Evreux, puis archevêque de Toulouse, puis archevêque de Narbonne.

### Deuxième promotion (26 mai 1776)
- Chevaliers :
  - François Emmanuel de Crussol, comte de Crussol, puis duc d'Uzès et pair de France, prince de Soyons et marquis de Montsalés.
  - Louis Hercule Timoléon de Cossé, marquis de Cossé (dit de Brissac), puis duc de Brissac et pair de France, capitaine-colonel des Cent-Suisses de la Garde et Grand panetier de France.
  - René Mans de Froulay, marquis de Tessé et de Lavardin.
  - Augustin-Joseph de Mailly, comte de Mailly, marquis d'Haucourt, maréchal de France.
  - Philippe-Claude de Montboissier-Beaufort-Canillac, comte de Montboissier.
  - François Gaston de Lévis, duc de Lévis, maréchal de France.
  - Anne-François d'Harcourt, duc de Beuvron.
  - Jacques Aimeric Joseph de Durfort, duc de Civrac.
  - Louis Charles Auguste Le Tonnelier, baron de Breteuil.

### Promotion du1erjanvier 1777
- Chevaliers :
  - Charles-Eugène de Lorraine, prince de Lambesc, comte de Brionne, duc d'Elbeuf et pair de France, Grand écuyer de France.
  - Marie François Henri de Franquetot, duc de Coigny et pair de France, marquis de Bordage et de La Moussaye, colonel général des Dragons et maréchal de France.

### Promotion du 2 février 1777
- Chevaliers :
  - Louis-Alexandre-Céleste d'Aumont, duc d'Aumont, pair de France.
  - Louis Melchior Armand de Polignac, vicomte de Polignac, marquis de Chalencon.
  - Pierre Raymond de Bérenger, marquis de Bérenger, comte de Gua.

### Promotion du 9 novembre 1777
- Commandeur :
  - Louis René Édouard de Rohan-Guéménée, cardinal, évêque-prince de Strasbourg, grand aumônier de France.

### Promotion du1erjanvier 1778
- Commandeur :
  - Pierre Augustin Bernardin de Rosset de Rocozels de Fleury, évêque de Chartres, grand aumônier de la reine.

### Promotion du 2 février 1778
- Chevalier :
  - Pierre Paul d'Ossuna, marquis d'Ossuna, seigneur de Saint-Luc et de Bartrès.

### Promotion du 9 juin 1778
- Chevaliers :
  - Charles François Elzéar de Vogüe, marquis de Vogüe, comte de Montlaur, baron d'Aubenas.
  - Alexandre Marie Léonor de Saint-Mauris de Montbarrey, prince de Montbarrey et du Saint-Empire.
  - Louis Bruno de Boisgelin, comte de Boisgelin, marquis de Cucé, baron de La Rochebernard.

### Promotion du1erjanvier 1780
- Commandeur :
  - Jean-Armand de Bessuéjouls Roquelaure, archevêque de Malines, abbé commendataire de Saint-Germer.

### Promotion du 14 mai 1780
- Commandeur :
  - Dominique de La Rochefoucauld, archevêque d'Albi, abbé de Cluny, puis archevêque de Rouen, abbé de Fécamp, cardinal.

### Promotion du1erjanvier 1781
- Chevalier :
  - Hercule III Renaud d'Este, duc de Modène, duc de Reggio et de La Mirandole, prince de Carpi et de Corregio. Mort sans avoir été reçu.

### Promotion du 2 février 1782
- Commandeur :
  - Étienne-Charles de Loménie de Brienne, évêque de Condom, puis archevêque de Toulouse, puis archevêque de Sens, cardinal.

### Promotion du1erjanvier 1784
- Chevaliers :
  - Maximilien Antoine Armand de Béthune, duc de Sully et pair de France, prince souverain d'Henrichemont et de Boisbelle, marquis de Lens, comte de Béthune et de Montgommery, baron de La Chapelle d'Aiguillon et du Mêle-sur-Sarthe.
  - Paul François de Quelen de La Vauguyon, duc de La Vauguyon et pair de France, prince de Carency.
  - Marie Louis Caillebot, marquis de La Salle, seigneur de Montpinçon.
  - Louis Auguste Augustin d'Affry, comte d'Affry, seigneur de Saint-Barthélémy et de Brétigny.
  - Charles Claude Andrault, marquis de Maulévrier-Langeron.
  - Luc Urbain du Bouëxic, comte de Guichen.
  - Auguste Louis Hennequin, marquis d'Ecquevilly, seigneur de La Motte-Verigny, Gouzon, Presles.
  - Jean-Baptiste Donatien de Vimeur, comte de Rochambeau, maréchal de France.
  - Louis Antoine Auguste de Rohan-Chabot, duc de Chabot, vicomte de Bignan, baron de Kerguehéneuc.
  - François Claude Amour de Bouillé du Chariol, « marquis » de Bouillet, seigneur de Saint-Giron, baron d'Alleret.
  - Adrien Louis de Bonnières, duc de Guines.
  - Charles Léopold de Jaucourt, seigneur de Chazelles, « marquis » de Jaucourt.
  - Jean Baptiste Charles François de Clermont d'Amboise, marquis de Reynel.
  - Anne-Pierre de Montesquiou, seigneur de Pont-Saint-Pierre, « marquis » de Montesquiou-Fezensac.
  - Charles François Gaspard Fidèle de Vintimille, seigneur de Figanières et de Vidauban, « marquis » de Vintimille.
  - Charles François Casimir de Saulx, duc de Tavannes.
  - Louis François Marie de Pérusse, comte des Cars et de Saint-Bonnet.
  - Joseph Hyacinthe François de Paule Rigaud, comte de Vaudreuil et pair de France, Grand fauconnier de France.
  - Valentin Ladislas Esterhazy de Galantha, comte de Grodeck et magnat de Hongrie.
  - Louis Étienne François, comte de Damas-Crux.
  - Armand Marc de Montmorin, comte de Saint-Hérem.
  - Alexandre Charles Emmanuel de Crussol-Florensac, baron de Crussol et pair de France, bailli de l'ordre de Malte.

### Promotion du 30 mai 1784
- Chevaliers :
  - François Alexandre Frédéric de La Rochefoucauld-Liancourt, duc de La Rochefoucauld et pair de France.
  - Jules Charles Henri de Clermont-Tonnerre, duc de Clermont-Tonnerre et pair de France.
  - Antoine Marie d'Apchon, comte de Saint-Germain, baron de Corgenon.
  - Pierre André de Suffren de Saint-Tropez, bailli de l'ordre de Malte, vice-amiral de France.

### Promotion du1erjanvier 1785
- Commandeur :
  - Yves Alexandre de Marbeuf, chanoine-comte de Lyon, puis évêque d'Autun, puis archevêque de Lyon.

### Promotion du 2 février 1785
- Chevalier :
  - François-Henri d'Harcourt, duc d'Harcourt et pair de France, marquis de Saint-Bris et baron de Chitry.

### Promotion du 2 février 1786
- Chevaliers :
  - Anne Ferdinand François de Croÿ, duc de Croÿ, prince de Solre et du Saint-Empire.
  - Anne Louis Alexandre de Montmorency, prince de Robecq, grand d'Espagne.
  - Jacques Philippe de Choiseul, duc de Stainville, maréchal de France.
  - Joseph Louis Bernard de Cléron, comte d'Haussonville, seigneur de Bazarne, grand louvetier de France.
  - Esprit François Henri de Castellane.
  - Augustin Gabriel de Franquetot, comte de Coigny.

### Promotion du 11 juin 1786
- Commandeur :
  - Louis-Joseph de Montmorency-Laval, cardinal, prince-évêque de Metz, grand aumônier de France.

### Promotion du 12 novembre 1786
- Chevalier :
  - Louis de Bourbon, infant d'Espagne, prince héréditaire de Parme, puis roi d'Étrurie.

### Promotion du 27 mai 1787
- Chevalier :
  - Louis Antoine d'Artois, duc d'Angoulême, puis dauphin de France, puis de manière éphémère roi sous le nom de Louis XIX.

### Promotion du 2 février 1788
- Chevalier :
  - Louis Antoine Henri de Bourbon-Condé, duc d'Enghien.

### Promotion du1erjanvier 1789
- Chevaliers :
  - Louis Marie Athanase de Loménie, comte de Brienne.
  - Anne Paul Emmanuel Sigismond de Montmorency-Luxembourg.

### Promotion du 2 février 1789
- Chevalier :
  - Louis Philippe d'Orléans, duc de Chartres, puis d'Orléans, enfin roi des Français sous le nom de Louis-Philippe Ier.

### Promotion du 31 mai 1789
- Chevaliers :
  - Charles Ferdinand d'Artois, duc de Berry.
  - Henri Charles Gabriel de Thiard de Bissy.

## Sous Louis XVII
« Le malheureux enfant, fils de Louis XVI, n'a régné que sous les verrous du Temple, du 21 janvier 1793 au 8 juin 1795, et nous ne croyons pas qu'il ait jamais reçu l'Ordre du Saint-Esprit, puisque l'usage était de ne conférer cet Ordre aux princes de la famille royale qu'après qu'ils avaient fait leur première communion. Cependant, puisqu'il a été reconnu comme roi par une partie considérable de la nation, et notamment en Bretagne, nous croyons devoir le compter comme septième chef et souverain Grand maître de l'Ordre du Saint-Esprit. »

## Sous Louis XVIII
« Huitième chef et souverain Grand maître de l'Ordre du Saint-Esprit, Louis XVIII reçut le collier de l'Ordre le 7 juin 1767. Pour les chevaliers du Saint-Esprit, la République, le Consulat et l'Empire sont comme s'ils n'avaient jamais existé, et pour eux le règne de Louis XVIII, commencé le 8 juin 1795, à la mort du jeune roi son neveu, s'est continué, sans interruption, jusqu'au 16 septembre 1824. »

### Première promotion (1808)
- Commandeur :
  - Alexandre Angélique de Talleyrand-Périgord, archevêque-duc de Reims, duc et pair, Grand aumônier de France, depuis archevêque de Paris.

Mgr de Talleyrand-Périgord, qui faisait partie du Conseil du roi Louis XVIII et qui avait suivi ce prince en Allemagne et de là en Angleterre, fut nommé en 1808 Grand aumônier de France et prélat chevalier de l'Ordre du Saint-Esprit, à la mort du cardinal de Montmorency.

### Deuxième promotion (1810)
- Chevaliers :
  - François, prince héréditaire des Deux-Siciles, depuis roi, sous le nom de François Ier
  - Léopold-Joseph-Michel, prince de Salerne, frère du précèdent

### Troisième promotion (1814)
- Chevaliers :
  - Georges-Frédéric-Auguste, prince de Galles, régent du Royaume-Uni, depuis roi du Royaume-Uni, etc. sous le nom de Georges IV.
  - Frederick du Royaume-Uni, duc d'York.
  - Guillaume-Henri du Royaume-Uni, duc de Clarence, frère du précédent, depuis roi du Royaume-Uni sous le nom de Guillaume IV.
  - Ferdinand VII, roi d'Espagne.
  - Charles-Marie-Isidore, infant d'Espagne (don Carlos), frère du roi Ferdinand.

### Quatrième promotion (1815)
- Chevaliers :
  - François Ier, empereur d'Autriche.
  - Alexandre Ier Pavlovitch, empereur de toutes les Russies.
  - Constantin-Pavlovitch-Czarowitch, grand-duc, frère de l'empereur.
  - Michel Pavlovitch, grand-duc, frère puîné du précédent.
  - Frédéric-Guillaume III, roi de Prusse.
  - Arthur Wellesley, duc de Wellington, prince de Waterloo, etc., pair d'Angleterre.

### Cinquième promotion (1816)
- Chevaliers :
  - Ferdinand-Charles-Léopold-François-Joseph Crescentius, prince héréditaire d'Autriche, archiduc d'Autriche, prince royal de Hongrie et de Bohême, depuis empereur sous le nom de Ferdinand Ier.
  - Charles-Philippe, prince de Schwartzenberg, duc de Krumau, feld-maréchal.
  - Don Charles-Louis, infant d'Espagne.
  - Louis-Aloys, prince de Hohenlohe-Bartenstein, lieutenant général, pair et maréchal de France.

### Sixième promotion (1818)
- Chevaliers :
  - Frédéric VI, roi de Danemark.
  - Armand-Emmanuel-Sophie-Septimanie de Vignerot du Plessis-Richelieu, duc de Richelieu, pair de France, ministre d'État, président du Conseil.

### Septième promotion (Paris, 30 septembre 1820)
- Prélats :
  - Louis-François, cardinal de Bausset, duc et pair de France.
  - Charles François d'Aviau du Bois de Sanzay, archevêque de Bordeaux.
  - François-Xavier-Marc-Antoine, abbé-duc de Montesquiou-Fézensac, pair de France.
  - César-Guillaume de La Luzerne, cardinal
- Chevaliers :
  - Charles-Maurice de Talleyrand-Périgord, prince de Talleyrand-Périgord, pair et Grand chambellan de France.
  - Charles-Emmanuel-Sigismond de Montmorency, duc de Luxembourg, pair de France, lieutenant général des armées du Roi.
  - Antoine-Louis-Marie, duc de Gramont, pair de France, lieutenant général des armées du Roi, capitaine de la seconde compagnie des Gardes du corps.
  - Louis-Marie-Céleste, duc d'Aumont, pair de France.
  - Anne-Adrien-Pierre de Montmorency, duc de Laval-Montmorency, pair de France, grand d'Espagne de première classe, chevalier de la Toison-d'Or, lieutenant général des armées du Roi.
  - Amédée-Bretagne-Malo de Durfort, duc de Duras, pair de France, maréchal de camp.
  - Charles-Arthur-Jean-Tristan-Languedoc de Noailles, duc de Mouchy, prince de Poix, pair de France, capitaine des Gardes du corps, chevalier de la Toison-d'Or.
  - Pierre-Marc-Gaston, duc de Lévis, pair de France, maréchal de camp, l'un des quarante de l'Académie française.
  - Armand-Louis, duc de Serent, pair de France, lieutenant général des armées du Roi.
  - Émerich-Joseph-Wolfgang-Héribert, duc de Dalberg, pair de France, ministre d'État.
  - Bon Adrien Jeannot de Moncey, duc de Conégliano, pair et maréchal de France.
  - Claude-Victor Perrin, duc de Bellune, pair et maréchal de France.
  - Jacques-Étienne-Joseph-Alexandre Macdonald, duc de Tarente, pair et maréchal de France, Grand chancelier de la Légion d'honneur.
  - Charles-Marie Oudinot, duc de Reggio, pair et maréchal de France.
  - Auguste Frédéric Louis Viesse de Marmont, duc de Raguse, pair et maréchal de France.
  - Louis Gabriel Suchet, duc d'Albuféra, pair et maréchal de France.
  - Claude-Louis, duc de La Châtre, pair de France, lieutenant général.
  - Claude Antoine de Bésiade, duc d'Avaray, pair de France, lieutenant général.
  - Élie, duc Decazes, pair de France, Grand référendaire de la Chambre des pairs.
  - Charles-Joseph-Hyacinthe du Houx, comte puis marquis de Vioménil, pair et maréchal de France.
  - Marie-Victor-Nicolas de Fay, marquis de la Tour-Maubourg, pair de France, ministre de la Guerre.
  - Jean-Charles-François de Nettancourt Hannouville, marquis Vaubecourt, lieutenant général.
  - Jean-Joseph-Paul-Augustin, marquis Dessole, pair de France, lieutenant général.
  - Charles François de Riffardeau, marquis puis duc de Rivière, pair de France, lieutenant général, ambassadeur à Constantinople.
  - Victor-Louis-Charles de Riquet, marquis puis duc de Caraman, pair de France, ambassadeur à Vienne.
  - Pierre-Louis-Jean-Casimir, duc de Blacas, pair de France, ambassadeur à Rome.
  - Joseph-Henri-Joachim, vicomte Lainé, pair de France, ministre d'État.
  - Hercule, comte de Serre, ambassadeur à Naples.
  - Étienne-Denis, baron Pasquier, pair de France, ministre de la Justice, garde des sceaux, depuis duc et chancelier de France, l'un des quarante de l'Académie française.
  - François-Nicolas-Pierre de Pérusse, comte puis duc d'Escars, pair de France.
  - Pierre Riel de Beurnonville[réf. à confirmer][5], pair et maréchal de France.

### Huitième promotion (1821)
- Prélats :
  - Anne-Louis-Henri, cardinal-duc de la Fare, archevêque de Sens, pair de France.
  - Gustave-Maximilien-Just, cardinal-prince de Croy, archevêque de Rouen, Grand aumônier de France.
- Chevaliers :
  - Don Fabrizio Ruffo, prince de Castel-Cicala, ambassadeur du roi des Deux-Siciles.
  - Joseph-François-Louis-Charles-César, comte de Damas, depuis duc de Damas d'Antigny, pair de France.
  - Ferdinando Carlo, duc de Noto, fils aîné du duc de Calabre, depuis roi des Deux-Siciles.
  - Hélie-Charles de Talleyrand-Périgord, prince-duc de Chalais, pair de France, grand d'Espagne de première classe, etc.

### Neuvième promotion (1823)
- Chevaliers :
  - Jean VI, roi de Portugal.
  - Don Pedro d'Alcantara, prince royal de Portugal, régent du Brésil.
  - Don Miguel, infant de Portugal, frère du précédent.
  - Jacques-Alexandre-Bernard Law, marquis de Lauriston, pair et maréchal de France.
  - Don José Miguel de Carvajal, duc de San-Carlos, grand d'Espagne de première classe, ambassadeur en France.
  - Joseph, comte de Villèle, ministre président du Conseil, pair de France, chevalier de la Toison-d'Or, etc.

### Dixième promotion (5 février 1824)
- Chevaliers :
  - François-Charles-Joseph d'Autriche, fils puîné de l'empereur François Ier.
  - Alexandre, grand-duc de Russie.
  - Charles-Amédée-Albert, prince de Carignan.
  - Frédéric-Guillaume, prince royal de Prusse, fils aîné de Frédéric-Guillaume III, roi de Prusse.
  - Charles-Robert, comte de Nesselrode, vice-chancelier de Russie.
  - François-René-Auguste, vicomte de Chateaubriand, pair de France, chevalier de la Toison-d'Or, l'un des quarante de l'Académie française, etc.
  - Ambroise-Polycarpe de La Rochefoucauld, duc de Doudeauville, pair de France, grand d'Espagne de première classe, etc.
  - Étienne-Charles, duc de Damas-Crux, lieutenant général, pair de France, premier menin de M. le Dauphin, etc.
  - Louis-Justin-Marie, marquis de Talaru, pair de France, ambassadeur à Madrid, chevalier de la Toison-d'Or, etc.

## Sous Charles X
Neuvième chef et souverain Grand maître de l'Ordre du Saint-Esprit, Charles X reçut le collier de l'Ordre le 1er janvier 1771.

### Première promotion (Reims, 30 mai 1825)
Promotion faite à l'occasion du sacre de Charles X.
- Prélats :
  - Anne-Antoine-Jules, cardinal-duc de Clermont-Tonnerre, archevêque de Toulouse, pair de France.
  - Jean-Baptiste-Marie-Anne-Antoine, cardinal-duc de Latil, archevêque de Reims, pair de France.
- Chevaliers :
  - Clément-Venceslas-Népomucène-Lothaire, prince de Metternich-Wineburg, chancelier de la couronne, maison et État d'Autriche.
  - Ferdinand-Philippe-Louis-Charles-Henri d'Orléans, duc de Chartres, prince royal et duc d'Orléans en 1830.
  - Marie-François-Emmanuel de Crussol, duc d'Uzès, pair de France, lieutenant général.
  - Charles Marie Paul André d'Albert de Luynes, duc de Chevreuse, pair de France.
  - Augustin-Marie-Paul-Pétronille-Timoléon, duc de Brissac, pair de France.
  - Casimir-Louis-Victurnien de Rochechouart, duc de Mortemart, pair de France, capitaine-colonel des Cent-Suisses de la garde, lieutenant général, etc.
  - Édouard, duc de Fitz-James, pair de France, premier gentilhomme de la chambre de Monsieur jusqu'en 1824.
  - Jean-Laurent de Durfort-Civrac, comte puis duc de Lorges, pair de France, lieutenant général.
  - Armand XXIV Jules Marie Héraclius, duc de Polignac, pair de France, maréchal de camp.
  - Charles François Armand de Maillé de La Tour-Landry, duc de Maillé, pair de France, premier aide de camp du Roi.
  - Armand Charles Augustin de La Croix, duc de Castries, pair de France, lieutenant général.
  - Raimond-Jacques-Marie, duc de Narbonne-Pelet, pair de France, ministre d'État.
  - Jean-Baptiste, comte Jourdan, pair et maréchal de France.
  - Nicolas Jean-de-Dieu Soult, duc de Dalmatie, pair et maréchal de France.
  - Louis-François Chamillart, marquis de la Suze, pair de France.
  - Henri-Évrad, marquis de Dreux-Brézé, pair et Grand maître des cérémonies de France.
  - Claude-Emmanuel-Joseph-Pierre, marquis de Pastoret, pair de France, membre de l'Institut.
  - Auguste-Pierre-Marie Ferron, comte de La Ferronays, pair de France, ambassadeur en Russie, etc.
  - Antoine-Jean, vicomte d'Agoult, pair de France, premier écuyer de Madame la Dauphine.
  - Jean-Francois-Thérèse-Louis de Beaumont, marquis d'Autichamp, gouverneur du Louvre.
  - Auguste-Simon-Hubert-Marie Ravez, président de la Chambre des députés, premier président de la Cour Royale de Bordeaux, conseiller d'État.
  - Just, comte de Noailles.

### Deuxième promotion (Paris, 14 mai 1826)
- Chevaliers :
  - Charles-Ferdinand de Bourbon-Siciles (1811-1862), prince de Capoue, fils de Ferdinand Ier, roi de Naples.
  - Léopold de Bourbon-Siciles (1813-1860), comte de Syracuse, frère du précédent.
  - Charles-Bretagne-Marie-Joseph, duc de la Trémoille, prince de Tarente, pair de France.
  - Emmanuel Marie Maximilien de Croÿ[6], prince de Solre, capitaine de la première compagnie des Gardes du corps du Roi, depuis pair de France.
  - Auguste-Jules-Armand-Marie, prince de Polignac, pair de France, ministre des Affaires étrangères.
  - Pierre-Nicolaewitch, prince Volkonski.

### Troisième promotion (Paris, 3 juin 1827)
- Chevaliers :
  - Charles Paul François de Beauvilliers, duc de Saint-Aignan, pair de France et lieutenant général des armées du Roi.
  - Jules-Gaspard-Aymard, duc de Clermont-Tonnerre, pair de France.
  - Gabriel-Jean-Joseph, comte Molitor, pair et maréchal de France.
  - Pierre-Denis, comte de Peyronnet, pair de France, successivement ministre de la Justice et de l'Intérieur.
  - Jacques-Joseph-Guillaume-Pierre, comte de Corbière, pair de France, ministre de l'Intérieur.
  - Philibert-Jean-Baptiste-Joseph, comte Curial, lieutenant général, pair de France, maître de la garde-robe du roi.
  - Jean, baron de La Rochefoucauld-Bayers, pair de France, lieutenant général des armées du Roi.
  - Anne-Victor-Denis Hurault, marquis de Vibraye, pair de France, lieutenant général des armées du Roi, chevalier d'honneur de Madame la Dauphine.
  - Armand-Charles, comte Guilleminot, pair de France, lieutenant général des armées du Roi et ambassadeur à Constantinople.
  - Louis Charles Pierre Bonaventure, comte de Mesnard, pair de France, premier écuyer de Madame la duchesse de Berri.
  - Édouard-Thomas, comte Burgues de Missiessy, vice-amiral.

### Quatrième promotion (Paris, 25 mai 1828)
- Prélats :
  - Denis, comte Frayssinous, évêque d'Hermopolis, premier aumônier du Roi, ministre des Affaires ecclésiastiques et de l'Instruction publique.
- Chevaliers :
  - Christophe, comte de Chabrol de Crouzol, pair de France, ministre de la Marine.
  - Bermudès de Castro, duc de Villahermosa, ambassadeur d'Espagne.

### Cinquième promotion (Paris, 19 février 1829)
- Chevaliers :
  - Antoine de Bourbon-Siciles, comte de Lecce, fils de François Ier Roi des Deux-Siciles.
  - Louis-Charles-Philippe-Raphaël d'Orléans, duc de Nemours.

### Sixième et dernière promotion (Tuileries, 31 mai 1830, Jour de la Pentecôte)
- Prélats :
  - Hyacinthe-Louis de Quélen, archevêque de Paris, pair de France, l'un des quarante de l'Académie française.
  - Jean Lefebvre, cardinal de Cheverus, archevêque de Bordeaux.
- Chevaliers :
  - Amédée de Broglie, prince de Broglie, maréchal de camp.
  - Étienne Narcisse, comte de Durfort, pair de France, lieutenant général des armées du Roi.
  - Antoine, comte Roy, pair de France, ancien ministre des Finances.
  - Armand François Hennequin, marquis d'Ecquevilly, pair de France, inspecteur général du corps des ingénieurs géographes.
  - Honoré-Charles-Michel-Joseph, comte Reille, pair de France, lieutenant général des armées du Roi, et, depuis, maréchal de France.
  - Armand-Maximilien-François-Joseph-Olivier de Saint-Georges, marquis de Vérac, pair de France et lieutenant général des armées du Roi.
  - Charles Louis Gabriel de Conflans, marquis d'Armentières (1772-1849), pair de France, maréchal de camp, premier écuyer de Madame la Dauphine.
  - Étienne Tardif de Pommereux, comte de Bordesoulle, pair de France et lieutenant général.
  - Artus-Hugues-Gabriel-Timoléon de Cossé-Brissac, comte de Cossé, premier maître d'hôtel du Roi.

## En Exil
L'Ordre du Saint-Esprit, bien que n'étant plus considéré comme "actif" en France, est resté un ordre dynastique pour les prétendants au trône de France qui continuèrent de l'attribuer jusqu'à nos jours.